# Liste der Biografien/Lor
Liste der Biografien |
Portal Biografien |
Personensuche
# |
A |
B |
C |
D |
E |
F |
G |
H |
I |
J |
K |
L |
M |
N |
O |
P |
Q |
R |
S |
T |
U |
V |
W |
X |
Y |
Z |
?
 
La |
Lb |
Lc |
Le |
Lg |
Lh |
Li |
Lj |
Ll |
Lm |
Lo |
Lp |
Lt |
Lu |
Lv |
Lw |
Lx |
Ly |
Lz
 
Loa |
Lob |
Loc |
Lod |
Loe |
Lof |
Log |
Loh |
Loi |
Loj |
Lok |
Lol |
Lom |
Lon |
Loo |
Lop |
Loq |
Lor |
Los |
Lot |
Lou |
Lov |
Low |
Loy |
Loz
Die Liste der Biografien führt alle Personen auf, die in der deutschsprachigen Wikipedia einen Artikel haben. Dieses ist eine Teilliste mit 900 Einträgen von Personen, deren Namen mit den Buchstaben „Lor“ beginnt.

## Lor

### Lora
- Lora (* 1982), rumänische Sängerin
- Lora Totino, Arrigo (1928–2016), italienischer Pionier der Klangkunst, Lautpoesie und der Konkreten Poesie
- Lora, Alfred (1931–2015), deutscher Jazzmusiker
- Lora, Georg (1879–1944), österreichischer Bürgerschullehrer und Politiker, Landtagsabgeordneter
- Lora, Jhilmar (* 2000), peruanischer Fußballspieler
- Lora, José de Jesús (1923–2013), dominikanischer Geiger
- Lora, Miguel (* 1961), kolumbianischer Boxer
- Lora, Ñico (1880–1971), dominikanischer Musiker und Komponist
- Lorain, René (1900–1984), französischer Sprinter
- Lorain, Sophie (* 1957), kanadische Schauspielerin
- Loraine, Percy Lyham (1880–1961), britischer Botschafter
- Loraine-Barrow, Claude (1870–1903), britischer Rennfahrer
- Lorak, Ani (* 1978), ukrainische SängerinAni Lorak (* 1978)

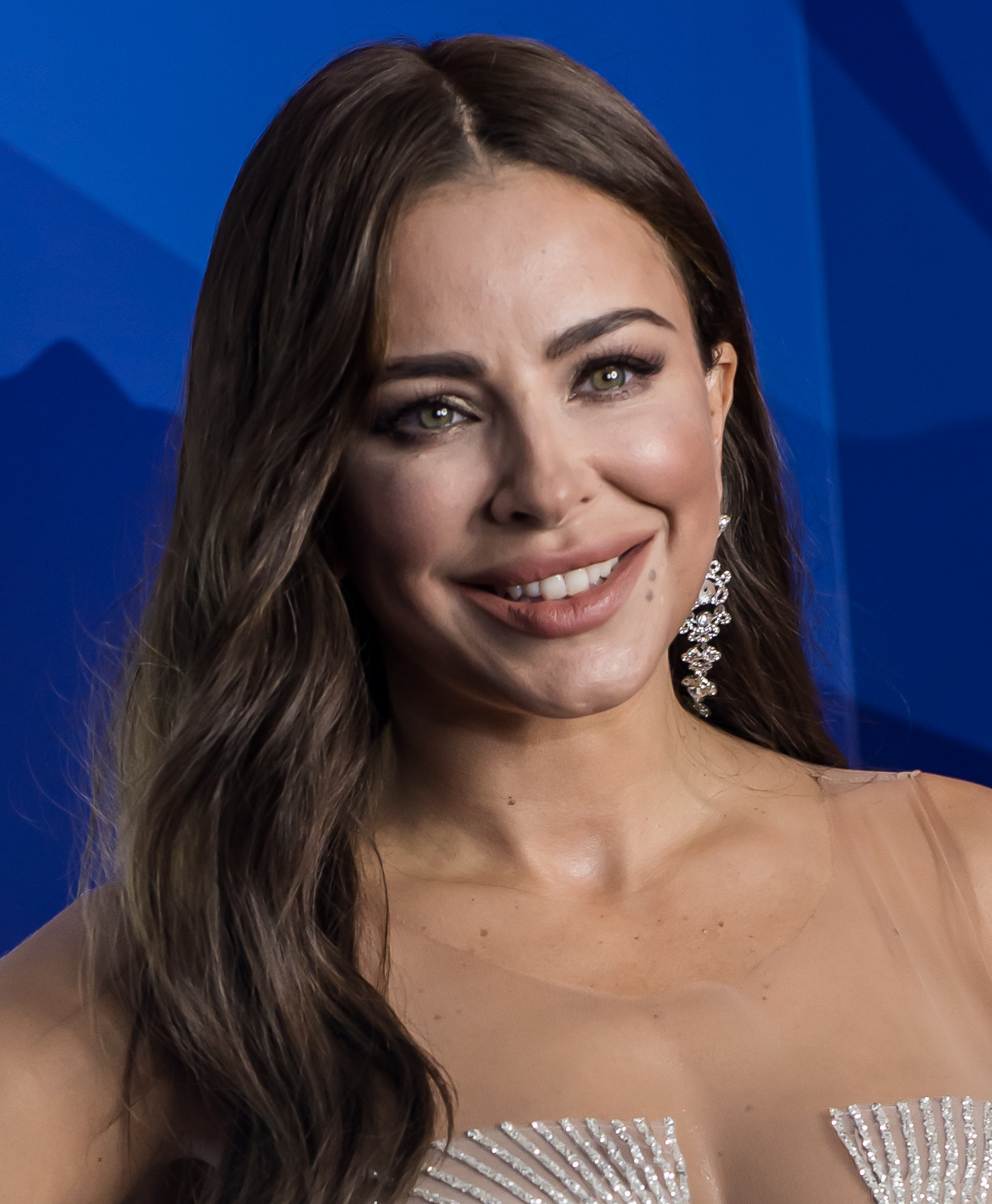
Ani Lorak (* 1978)

- Loram, David (1924–2011), britischer Vizeadmiral
- Loram, Mark (* 1971), britischer Speedwayfahrer
- Loran, Raphael (1872–1948), russlanddeutscher römisch-katholischer Geistlicher und Märtyrer
- Loran, Tyrone (* 1981), niederländischer Fußballspieler (Niederländische Antillen)
- Lorand, Colette (1923–2019), Schweizer Sopranistin
- Lorand, Edith (1898–1960), ungarische Violinvirtuosin und Orchesterleiterin
- Lóránd, Hanna (1927–2015), ungarische Schauspielerin
- Lorandi, Alessio (* 1998), italienischer Automobilrennfahrer
- Lorang, Hans Walter (* 1945), saarländischer Mundartdichter
- Lorang, Hans-Peter (* 1952), deutscher Schriftsteller
- Lorang, Walter (1905–1972), deutscher Politiker (CDU), MdL
- L’Orange Seigo, Selma (* 1980), Schweizer Politikerin (Grüne)
- L’Orange, Bjørn (* 1963), norwegischer Billardspieler
- L’Orange, Hans Peter (1903–1983), norwegischer Klassischer Archäologe und Kunsthistoriker
- L’Orange, Prosper (1876–1939), deutscher Ingenieur und Erfinder
- L’Orange, Rudolf (1902–1958), deutscher Ingenieur und Erfinder
- Loranger, Chris (* 1989), kanadischer E-Sportler
- Lorans, Edith, französische Sängerin (Sopran, Koloratursopran)
- Lorant, Erwin (* 1962), Schweizer Trompeter und Dirigent
- Lóránt, Gyula (1923–1981), ungarischer Fußballspieler und FußballtrainerGyula Lóránt (1923–1981)

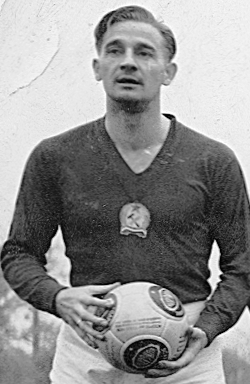
Gyula Lóránt (1923–1981)

- Lorant, Stefan (1901–1997), ungarisch-amerikanischer Journalist und Fotograf
- Lorant, Werner (1948–2025), deutscher Fußballspieler und -trainer
- Lorántffy, Susanna († 1660), Förderin der Reformation und Wohltäterin
- Loras, Mathias (1792–1858), französischstämmiger römisch-katholischer Geistlicher in den Vereinigten Staaten und erster Bischof von Dubuque
- Loraux, Nicole (1943–2003), französische Historikerin
- Lorayne, Harry (1926–2023), amerikanischer Gedächtnistrainer und Magier

### Lorb
- Lorbacher, Peter (* 1936), deutscher Mediziner
- Lorbacher, Valentin (1825–1909), Kameralist im Großherzogtum Hessen, Präsident der Oberrechnungskammer
- Lorbeer, Christoph († 1555), Bürgermeister Stralsunds
- Lorbeer, Hans (1901–1973), deutscher Schriftsteller
- Lorbeer, Willi (1915–2011), deutscher Judoka und Judotrainer
- Lorbek, Domen (* 1985), slowenischer Basketballspieler
- Lorbek, Erazem (* 1984), slowenischer Basketballspieler
- Lorber Fijok, Lorena (* 2003), slowenische Volleyballspielerin
- Lorber von Störchen, Ignaz Christoph (1725–1797), deutscher Rechtswissenschaftler, Verwaltungsbeamter und Hochschullehrer
- Lorber, Frank (* 1975), deutscher Techno-DJ
- Lorber, Franz (1846–1930), österreichischer Politiker
- Lorber, Jakob (1800–1864), österreichischer Schriftsteller, Musiker und christlicher MystikerJakob Lorber (1800–1864)

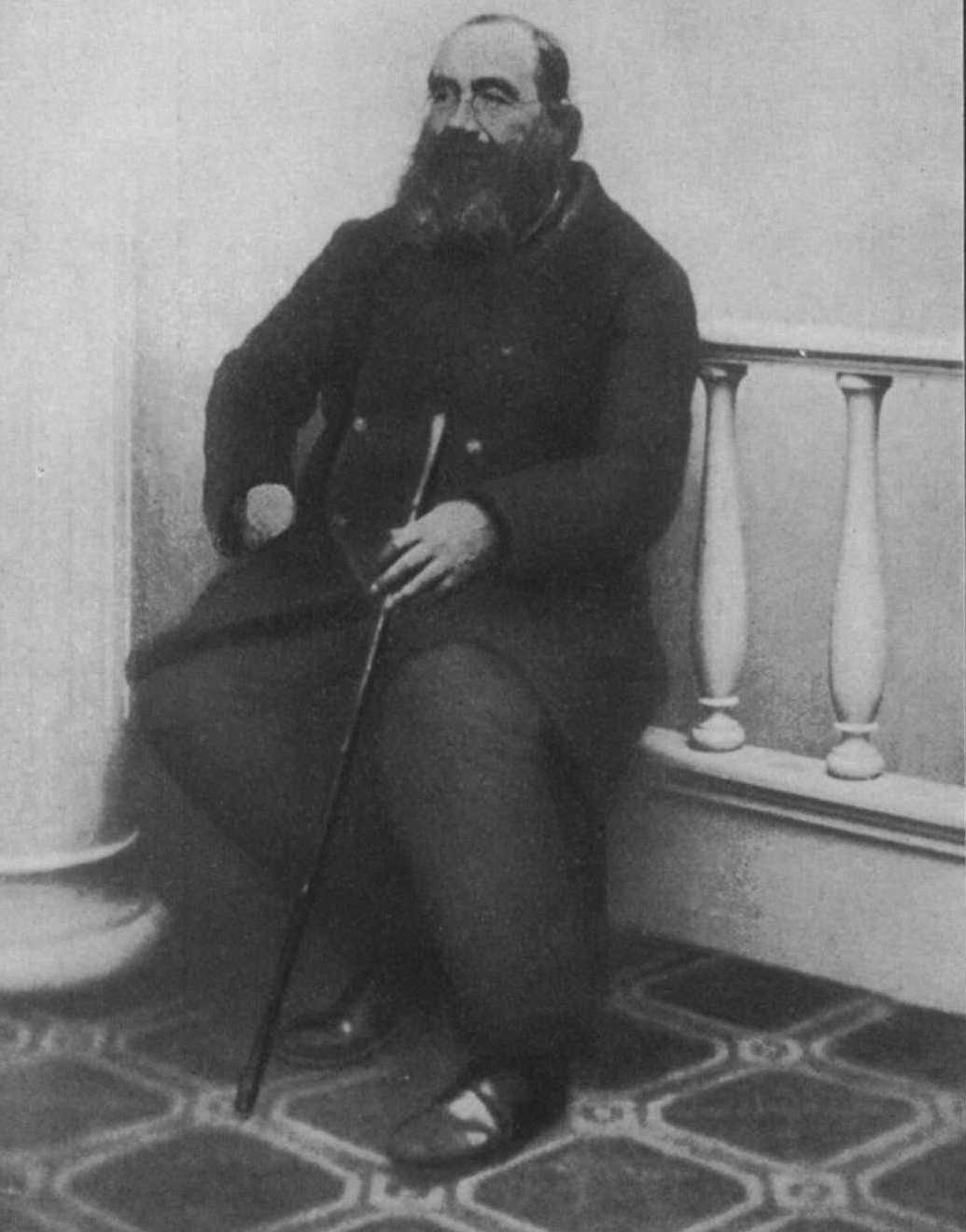
Jakob Lorber (1800–1864)

- Lorber, Jean-Marc (* 1978), deutscher Komponist und Sänger
- Lorber, Jeff (* 1952), amerikanischer Fusionmusiker
- Lorber, Johann Christoph (1645–1722), deutscher Jurist und Schriftsteller
- Lorber, John G. (1941–2021), US-amerikanischer Offizier, General der US Air Force
- Lorber, Karl Sigmund (1792–1845), deutscher Politiker
- Lorber, Martin (* 1967), deutscher Musikhistoriker und Journalist
- Lorber, Rudolf, deutscher Basketballtrainer und -spieler
- Lorberg, Hermann (1831–1906), deutscher Physiker
- Lorberg, Karl (1891–1972), deutscher Landwirt und Politiker (CDU), hessischer Staatsminister
- Lorblanchet, Marion (* 1983), französische Triathletin

### Lorc
- Lorca Planes, José Manuel (* 1949), spanischer Geistlicher und römisch-katholischer Bischof von Cartagena
- Lorca, Clodomiro, chilenischer Fußballspieler
- Lorca, Juan Gonzalo (* 1985), chilenischer Fußballspieler
- Lorca, Mario (1929–1962), chilenischer Fußballspieler
- Lorca, Nana (* 1937), spanische Tänzerin
- Lorca, Pedro de († 1612), spanischer Zisterzienser und scholastischer Theologe
- Lorca, Teresa (* 1947), spanische Flamencotänzerin und Schauspielerin
- Lorcan, Oney (* 1985), amerikanischer Wrestler
- Lorch, Anton (1910–1984), deutscher Offizier, zuletzt Brigadegeneral der Bundeswehr
- Lorch, Anton von (1807–1859), preußischer Landrat
- Lorch, Catrin (* 1965), deutsche Kunsthistorikerin und Kunstkritikerin der Süddeutschen Zeitung
- Lörch, Franz (1936–2024), deutscher Organist
- Lorch, Grace (1903–1974), amerikanische Lehrerin und Aktivistin
- Lorch, Jeremias (* 1995), deutscher FußballspielerJeremias Lorch (* 1995)

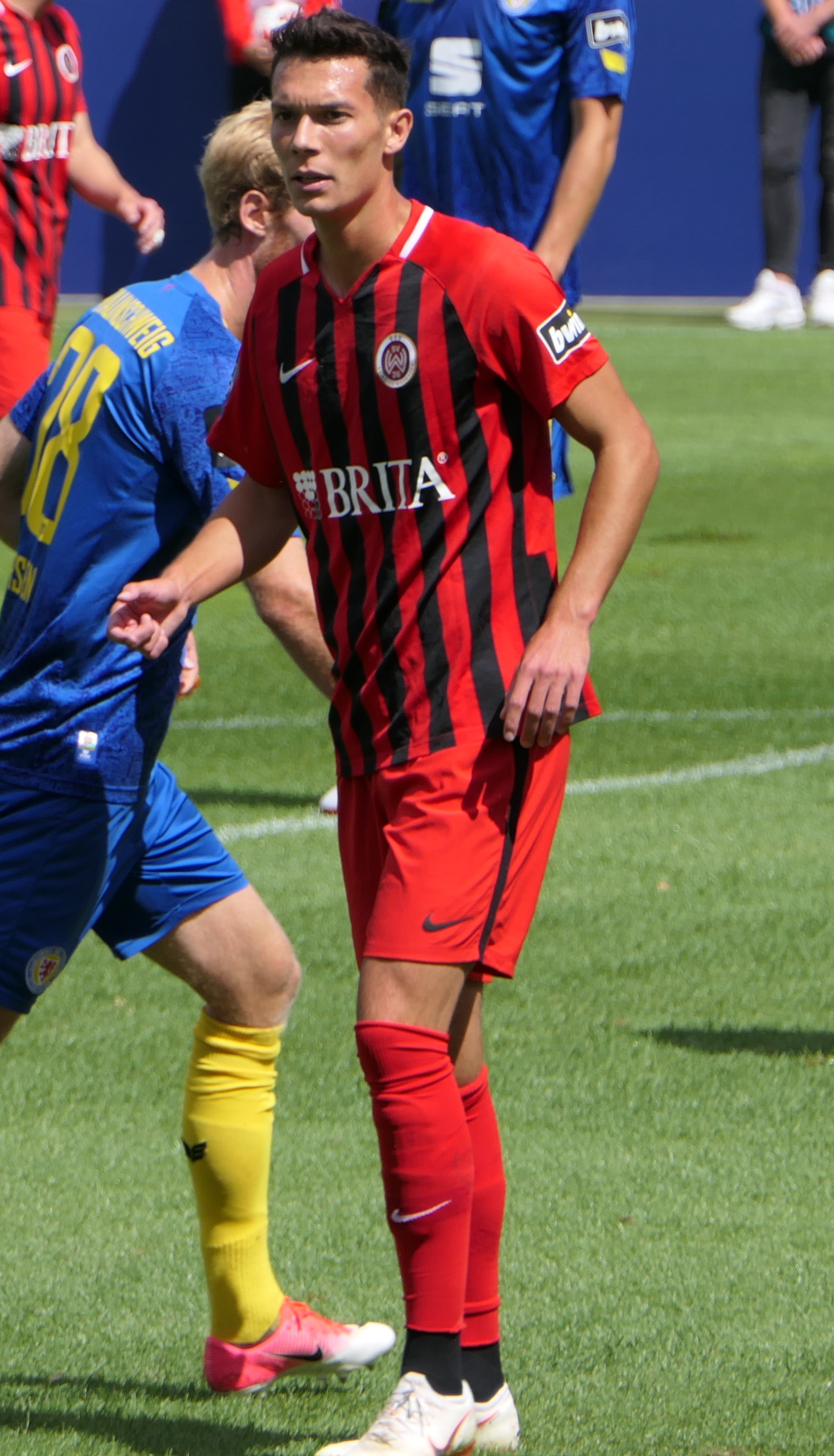
Jeremias Lorch (* 1995)

- Lorch, Josef (1929–1999), deutscher Maler, Heimatpfleger und Restaurator
- Lorch, Karl (1907–1940), preußischer Landrat und SA-Brigadeführer
- Lorch, Lee (1915–2014), amerikanischer Mathematiker
- Lorch, Lothar (* 1957), deutscher Politiker (CDU), Bürgermeister von Haßloch
- Lorch, Rudi (* 1966), deutscher Fußballspieler
- Lorch, Stefan (* 1966), deutscher Schauspieler
- Lörcher, Albert (1913–1997), deutscher Widerstandskämpfer, Gewerkschafter und Buchhändler
- Lörcher, Alfred (1875–1962), deutscher Bildhauer
- Lörcher, Carl Christoph (1884–1966), deutscher Architekt, Stadtplaner und Hochschullehrer
- Lörcher, Christa (* 1941), deutsche Politikerin (SPD), MdB
- Lörcher, Ludwig (1901–1971), deutscher Verwaltungsbeamter und Bürgermeister
- Lörcher, Richard (1907–1970), deutscher Geistlicher, Posaunenwart der evangelischen Kirche, Lieddichter, Komponist und Diakon
- Lörcher, Ulrich (1869–1930), deutscher Schriftsteller und Journalist
- Lorck, Andreas († 1584), deutscher Diplomat und Abenteurer
- Lorck, Carl (1829–1882), norwegischer Porträt- und Genremaler der Düsseldorfer Schule
- Lorck, Carl Berendt (1814–1905), dänisch-deutscher Buchhändler und Verleger
- Lorck, Carl von (1892–1975), deutscher Jurist und Kunsthistoriker
- Lorck, Etienne (1860–1933), deutscher Romanist
- Lorck, Josias (1723–1785), deutscher Pastor und Bibelsammler
- Lorck, Lorenz Hansen (1743–1805), deutscher Kaufmann
- Lorck, Melchior, deutscher Kupferstecher, Zeichner und Maler
- Lörcks, Jannik (* 2000), deutscher American-Football Spieler
- Lorcy, Julien (* 1972), französischer Boxer

### Lord
- Lord Buckley (1906–1960), US-amerikanischer Entertainer
- Lord Cassidy, Kíla (* 2009), britische Kinderdarstellerin
- Lord Finesse (* 1970), US-amerikanischer RapperLord Finesse (* 1970)

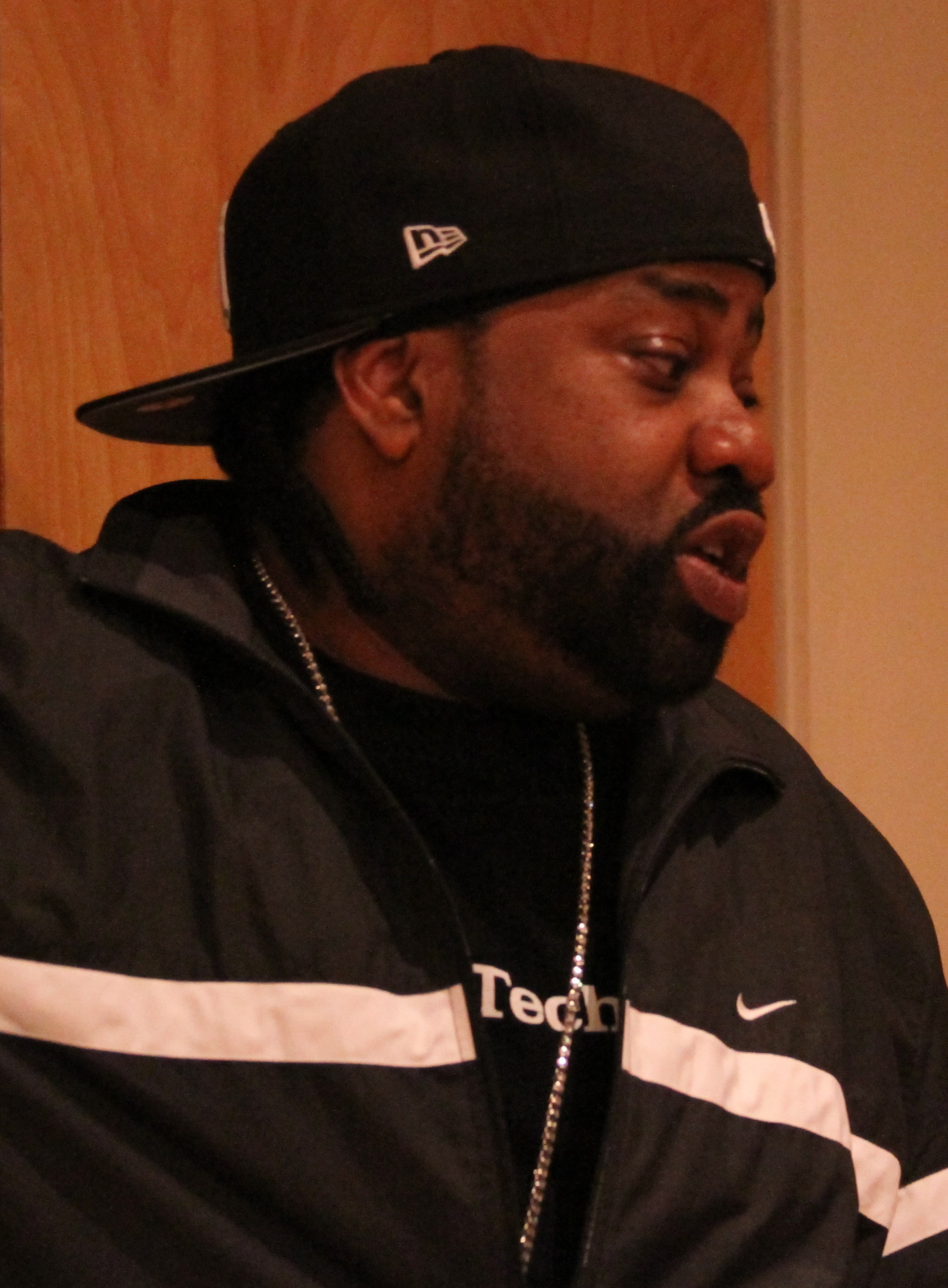
Lord Finesse (* 1970)

- Lord Folter (1992–2023), deutscher Rapper
- Lord Gibson (* 1972), britisch-deutscher Designer und Maler
- Lord Invader (1914–1961), Komponist und Sänger von Calypsos aus Trinidad und Tobago
- Lord JKO (* 1993), deutscher Musikproduzent und DJ
- Lord Kitchener (1922–2000), trinidadischer Komponist und Sänger in den Genres Calypso und Soca
- Lord Knud (1944–2020), deutscher Beatmusiker, DJ und Radiomoderator
- Lord Siva (* 1989), dänischer Rapper und Popsänger
- Lord, Albert (1912–1991), US-amerikanischer Literaturwissenschaftler, Slawist und Altphilologe
- Lord, Andrew (* 1985), kanadischer Eishockeyspieler, -trainer und -funktionär
- Lord, Bert (1869–1939), US-amerikanischer Politiker
- Lord, Bobby (1934–2008), US-amerikanischer Country- und Rockabilly-Sänger sowie Songwriter und Fernsehmoderator
- Lord, Bradley (1939–1961), US-amerikanischer Eiskunstläufer
- Lord, Chip (* 1944), US-amerikanischer Architekt und Videokünstler
- Lord, Edward (1781–1859), Vizegouverneur von Tasmanien
- Lord, Elizabeth (1918–1994), kanadische Architektin
- Lord, Frederick William (1800–1860), US-amerikanischer Arzt und Politiker
- Lord, Heinz (1917–1961), deutscher Chirurg und Widerstandskämpfer
- Lord, Henry W. (1821–1891), US-amerikanischer Politiker
- Lord, Herbert (1859–1930), US-amerikanischer Offizier, Direktor des Bureau of the Budget
- Lord, Jack (1920–1998), US-amerikanischer Film- und Theaterschauspieler sowie Filmregisseur und Filmproduzent
- Lord, James (1922–2009), US-amerikanischer Autor
- Lord, Jean-Claude (1943–2022), kanadischer Regisseur, Drehbuchautor, Filmeditor und Produzent in Film und Fernsehen
- Lord, Jeffrey (* 1951), US-amerikanischer politischer Stratege
- Lord, Jessica (* 1998), britische Schauspielerin und Tänzerin
- Lord, John W. (1901–1972), US-amerikanischer Jurist und Politiker
- Lord, Jon (1941–2012), britischer MusikerJon Lord (1941–2012)

Jon Lord (1941–2012)

- Lord, Karen (* 1968), barbadische Autorin
- Lord, Lance W. (* 1946), US-amerikanischer Offizier, General der US Air Force
- Lord, Louis (* 2003), deutscher Fußballtorwart
- Lord, Lucy Takiora (1842–1893), teils Māori-stämmige neuseeländische Fremdenführerin und Dolmetscherin
- Lord, Marjorie (1918–2015), US-amerikanische Schauspielerin
- Lord, Michael, Baron Framlingham (* 1938), britischer Politiker, Mitglied des House of Commons
- Lord, Peter (* 1953), britischer Regisseur und Produzent
- Lord, Phil (* 1975), US-amerikanischer Drehbuchautor, Film- und Fernsehregisseur sowie Filmproduzent
- Lord, Quinn (* 1999), kanadischer Kinderdarsteller
- Lord, Rebecca (* 1973), französische Pornodarstellerin und Produzentin von Pornofilmen
- Lord, Robert (1900–1976), US-amerikanischer Drehbuchautor und Filmproduzent
- Lord, Ryan, US-amerikanischer Schauspieler
- Lord, Scott (1820–1885), US-amerikanischer Jurist und Politiker
- Lord, Stanley (1877–1962), britischer Kapitän des Handelsschiffs namens Californian, das in die Titanic-Katastrophe verwickelt war
- Lord, Stefan (* 1954), schwedischer Dartspieler
- Lord, Tom (* 1940), kanadischer Jazz-Diskograph
- Lord, Torsten (1904–1970), schwedischer Segler
- Lord, Walter (1917–2002), US-amerikanischer Sachbuchautor
- Lord, William Paine (1838–1911), US-amerikanischer Jurist und Politiker
- Lord, Winston (* 1937), US-amerikanischer Politiker und Diplomat
- Lord-Alge, Chris (* 1963), US-amerikanischer Toningenieur und Musikproduzent
- Lordan, Jerry (1934–1995), englischer Songschreiber
- Lorde (* 1996), neuseeländisch-kroatische SängerinLorde (* 1996)

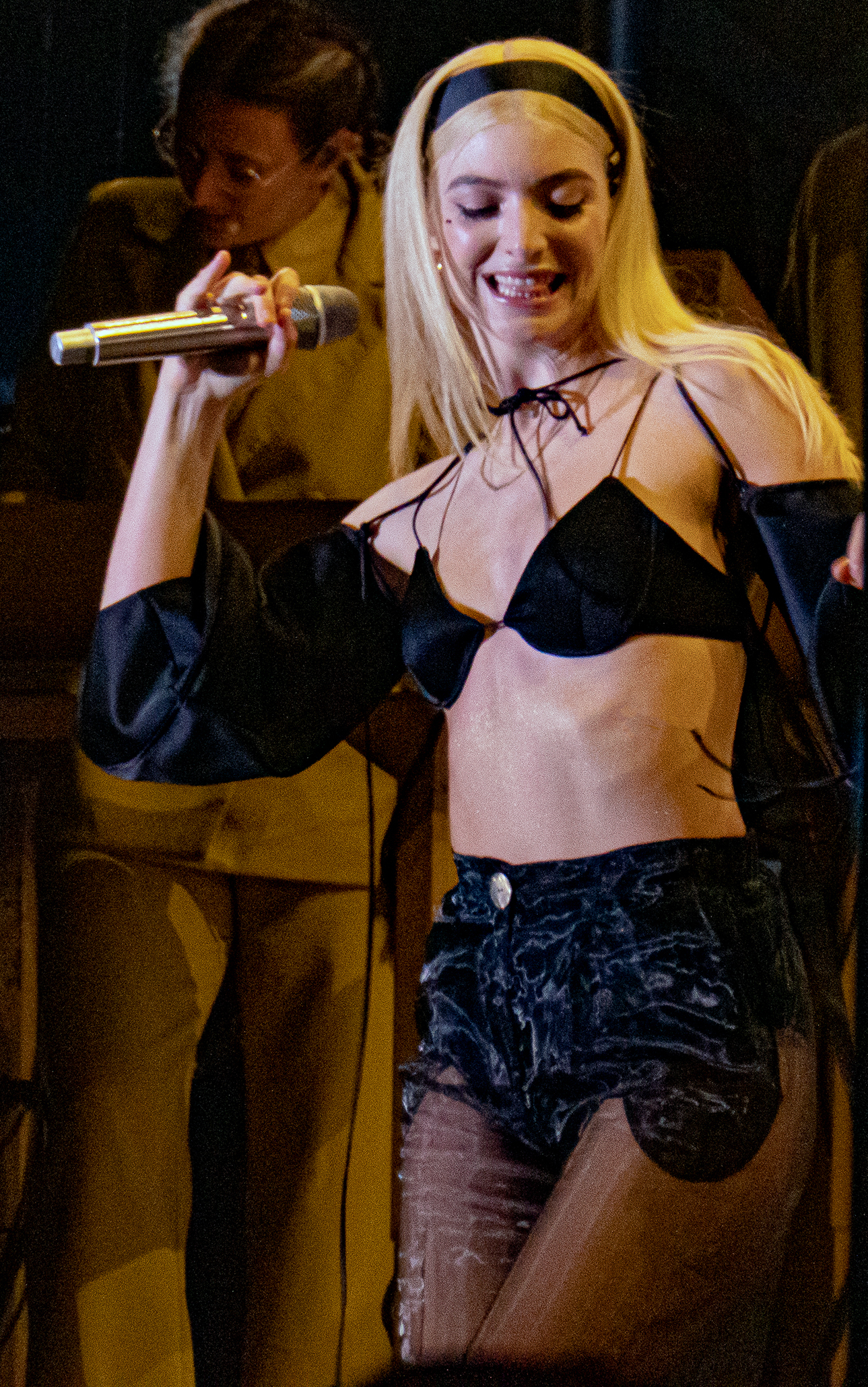
Lorde (* 1996)

- Lorde, André de (1869–1942), französischer Dramatiker
- Lorde, Audre (1934–1992), US-amerikanische Schriftstellerin und Aktivistin
- Lordemann, Elmar (* 1957), deutscher Journalist, TV-Producer und ehemaliger Fernsehmoderator
- Lorden, Herb, US-amerikanischer Jazzmusiker
- Lordmann, Peter (1874–1955), deutscher Opernsänger (Bass, Bariton)
- Lordon, Frédéric (* 1962), französischer Soziologe und Wirtschaftswissenschaftler
- Lords, Traci (* 1968), US-amerikanische Schauspielerin und MusikerinTraci Lords (* 1968)

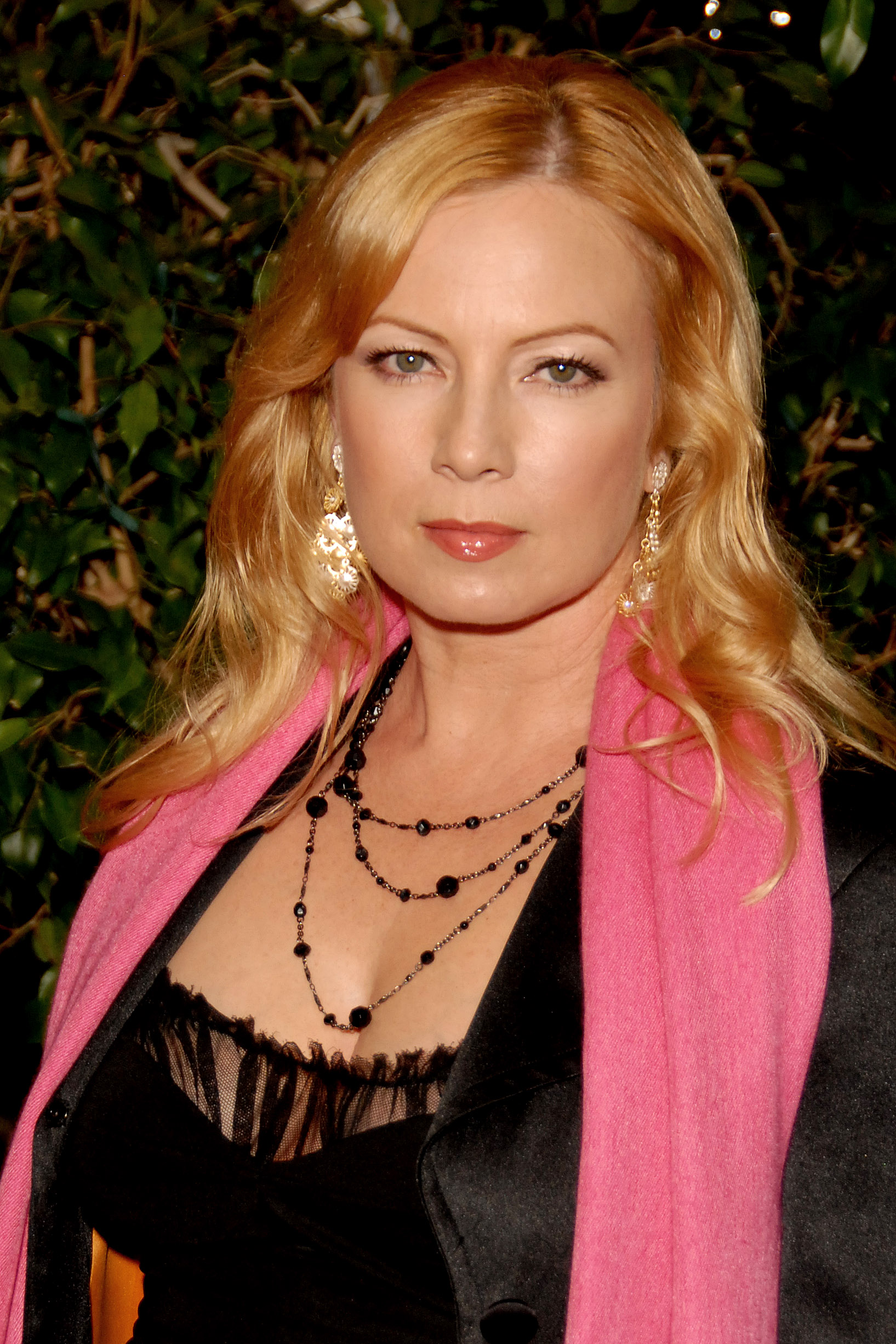
Traci Lords (* 1968)

### Lore
- LoRe, Alex, US-amerikanischer Jazzmusiker (Saxophon)
- Lore, Anna (* 1993), amerikanische Schauspielerin
- Lore, Charles B. (1831–1911), US-amerikanischer Jurist und Politiker

#### Lorea
- Lorea, Tony, US-amerikanischer Schauspieler und Filmproduzent
- Loreau, Max (1928–1990), belgischer Philosoph, Dichter und Kunstkritiker französischer Sprache

#### Lorec
- Loreck, Carl Ludwig (1898–1991), deutscher Maler und Künstler

#### Lored
- Loredan, Francesco (1685–1762), Doge von Venedig (1752 bis 1762)
- Loredan, Giovan Francesco (1607–1661), italienischer Schriftsteller
- Loredan, Leonardo (1436–1521), Doge von Venedig (1501–1521)
- Loredan, Paolina († 1660), Ehefrau des Dogen Carlo Contarini
- Loredan, Pietro (1372–1438), venezianischer Admiral
- Loredan, Pietro († 1570), Doge von Venedig
- Loredana (* 1995), kosovarische deutschsprachige Rapperin

#### Loree
- Loreen (* 1983), schwedische Sängerin
- Loreen, Chloe (* 1999), US-amerikanische Beachvolleyballspielerin

#### Loref
- Lorefice, Corrado (* 1962), italienischer Geistlicher, römisch-katholischer Erzbischof von Palermo

#### Lorek
- Lorek, Christian Gottlieb (1788–1871), preußischer Gymnasiallehrer, Konrektor und Prorektor an der Burgschule Königsberg
- Lorek, Jan Kanty (1886–1967), Bischof von Sandomierz
- Lorek, Leonhard (* 1958), deutscher Schriftsteller und Musiker
- Lorek, Siegfried (* 1977), deutscher Politiker (CDU), MdL

#### Loren
- Loren, Josie (* 1987), US-amerikanische Schauspielerin
- Loren, Sophia (* 1934), italienische FilmschauspielerinSophia Loren (* 1934)

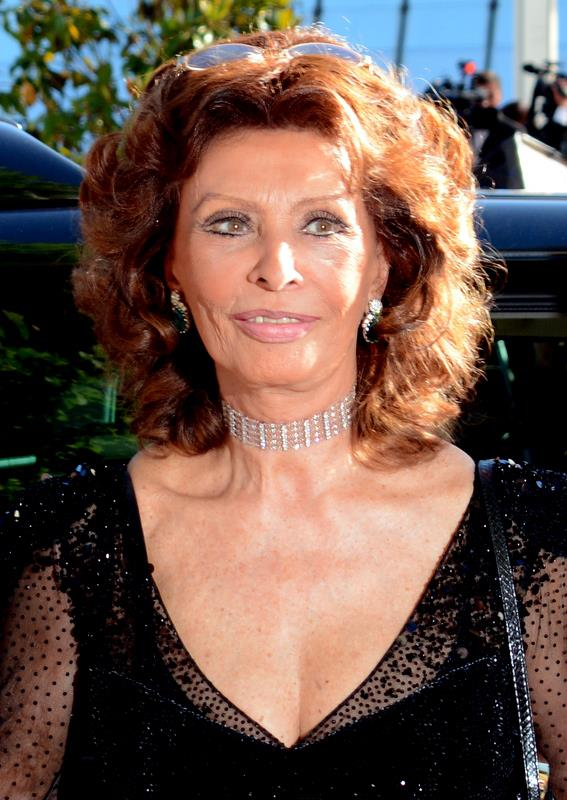
Sophia Loren (* 1934)

##### Lorena
- Lorena (* 1997), brasilianische Fußballtorhüterin
- Lorena, Miguel da Silveira, portugiesischer Gouverneur von Portugiesisch-Timor

##### Lorenc
- Lorenc, Kito (1938–2017), sorbisch-deutscher Schriftsteller, Lyriker und Übersetzer
- Lorenc, Michał (* 1955), polnischer Filmkomponist
- Lorenc, Stanisław (1943–2020), polnischer Geologe und Rektor
- Lorenc-Zalěski, Jakub (1874–1939), sorbischer Schriftsteller, antifaschistischer Publizist
- Lorencez, Charles Ferdinand Latrille (1814–1892), französischer General
- Lorencez, Guillaume Latrille de (1772–1855), französischer Divisionsgeneral
- Lorencs, Viktors (1927–1992), lettischer Drehbuchautor und Schauspieler

##### Loreng
- Loreng, Johann (1893–1975), deutscher Politiker (Zentrum, CDU), MdL
- Lorengar, Pilar (1928–1996), spanische Opernsängerin (Sopran)
- Lorenge, Mary Ptikany (* 1978), kenianische Langstreckenläuferin
- Lorenger, Paul (* 1958), US-amerikanischer Tänzer und Choreograf

##### Lorens
- Lorens, Carl (1851–1909), österreichischer Volkssänger, Volksdichter und Komponist von Wienerliedern
- Lorenser, Hans (1916–1989), deutscher Politiker (CDU), MdL

##### Lorent
- Lorent, Carl Anton Eduard (1809–1886), deutscher Mediziner und Klinikdirektor
- Lorent, Friedrich (1905–1988), deutscher Hauptwirtschaftsleiter der nationalsozialistischen „Euthanasie“-Aktion T4
- Lorent, Hans-Peter de (* 1949), deutscher Politiker (GAL), MdHB
- Lorent, Jakob August (1813–1884), deutscher Naturwissenschaftler, Weltreisender und Architekturfotograf
- Lorent, Roland (1920–1944), deutscher sozialistischer Widerstandskämpfer
- Lorente Escudero, Rafael (1907–1992), uruguayischer Architekt
- Lorente, Andrés (1624–1703), spanischer Musiktheoretiker, Organist und Komponist
- Lorente, Germán (1932–2019), spanischer Regisseur und Drehbuchautor
- Lorente, Jaime (* 1991), spanischer SchauspielerJaime Lorente (* 1991)

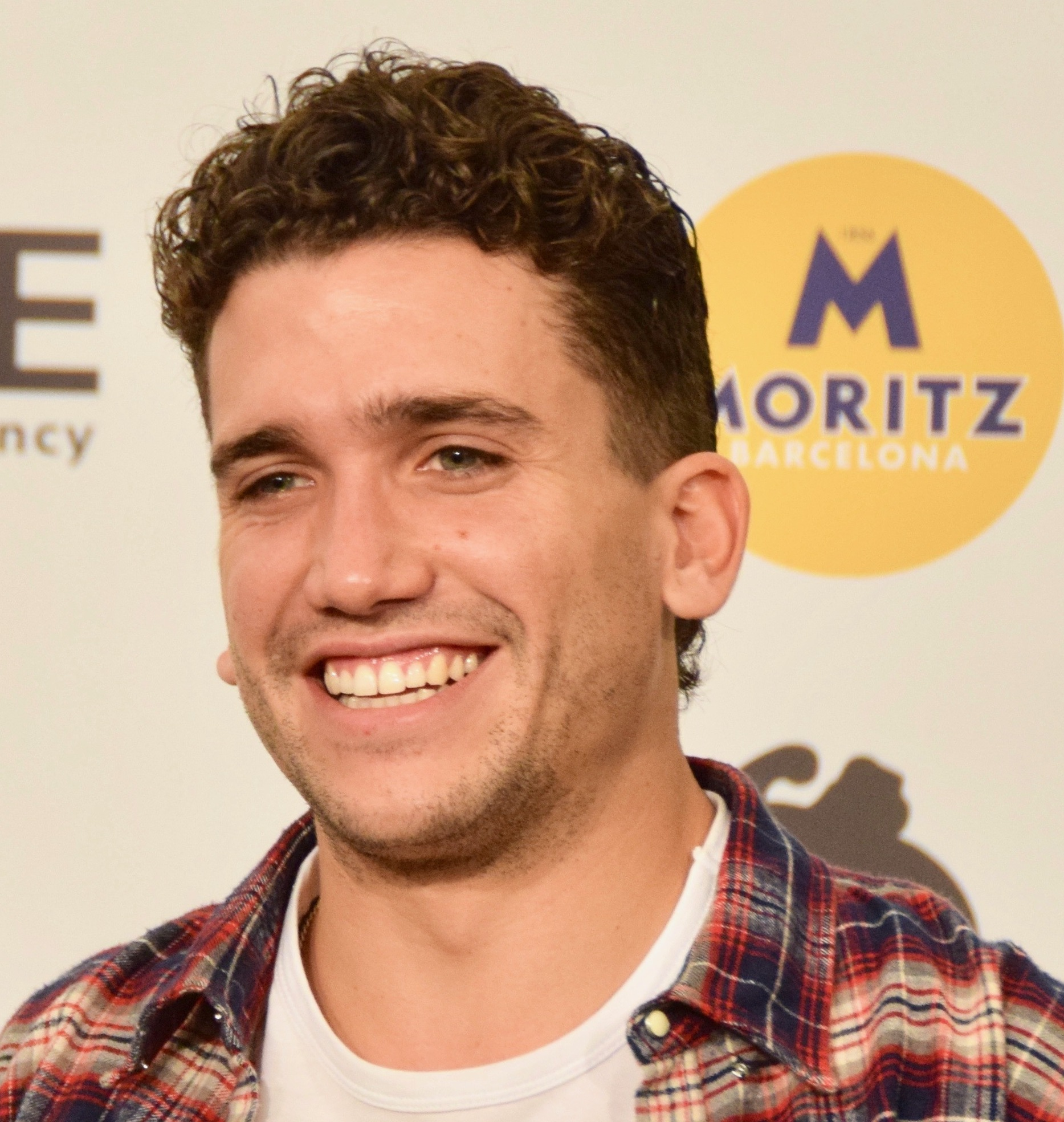
Jaime Lorente (* 1991)

- Lorente, Justo González (1915–1936), spanischer Oblate der Makellosen Jungfrau Maria, Märtyrer
- Lőrenthey, Imre (1867–1917), ungarischer Paläontologe
- Lorentisch, Johann (1610–1666), italienischer Steinmetzmeister des Barock
- Lorentisch, Mathias (1580–1654), italienischer Steinmetzmeister des Barock
- Lorentsen, Eirik (* 1988), norwegischer Skilangläufer
- Lorentsen, Gina (* 1988), norwegische Handballspielerin
- Lorentz, Balduin (1856–1925), deutscher Gymnasiallehrer und Altphilologe
- Lorentz, Ellen (* 1954), deutsche Wissenschaftlerin, Autorin, Supervisorin und Unternehmensberaterin
- Lorentz, Friedrich (1803–1861), deutscher Historiker und Pädagoge
- Lorentz, Friedrich (1870–1937), deutscher Privatgelehrter und Slawist
- Lorentz, Friedrich von (1902–1968), deutscher Klassischer Archäologe
- Lorentz, Georg von (1800–1872), deutscher Forstbeamter
- Lorentz, George (1910–2006), US-amerikanischer Mathematiker
- Lorentz, Hendrik Antoon (1853–1928), niederländischer Mathematiker und PhysikerHendrik Antoon Lorentz (1853–1928)

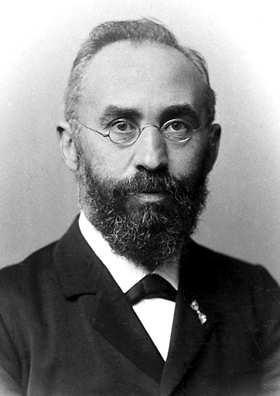
Hendrik Antoon Lorentz (1853–1928)

- Lorentz, Hendrikus Albertus (1871–1944), niederländischer Entdecker auf Neuguinea und Diplomat in Südafrika
- Lorentz, Irma von (1904–2001), deutsche Archäologin und Anthroposophin
- Lorentz, Jim (* 1947), kanadischer Eishockeyspieler und Sportkommentator
- Lorentz, Johan der Ältere, deutscher Orgelbauer
- Lorentz, Johan der Jüngere († 1689), dänischer Komponist und Organist
- Lorentz, Judith (* 1974), deutsche Hörspiel- und Theaterregisseurin
- Lorentz, Kay (1920–1993), deutscher Kabarettist, Gründer des Düsseldorfer Kabaretts Kom(m)ödchen
- Lorentz, Lore (1920–1994), deutsche Kabarettistin
- Lorentz, Pare (1905–1992), US-amerikanischer Dokumentarfilmer
- Lorentz, Paul Günther (1835–1881), deutscher BotanikerPaul Günther Lorentz (1835–1881)

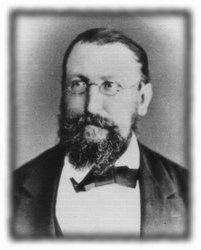
Paul Günther Lorentz (1835–1881)

- Lorentz, Robert (1866–1940), Jurist in der Zollverwaltung von Mecklenburg
- Lorentz, Samuel, deutscher Bildhauer
- Lorentz, Stanisław (1899–1991), polnischer Musikwissenschaftler, Museologe und Kunsthistoriker, Mitglied des Sejm
- Lorentz, Steven (* 1996), kanadischer Eishockeyspieler
- Lorentz-Kaiser, Aletta (1858–1931), niederländische Frauenrechtlerin
- Lorentzen, Annemarie (1921–2008), norwegische Politikerin und Botschafterin
- Lorentzen, Carl (1860–1932), dänischer Arzt
- Lorentzen, Carl August (* 1896), dänischer Ausbrecherkönig
- Lorentzen, Carl Friedrich Adolph (1801–1880), deutscher Maler
- Lorentzen, Christian August (1749–1828), dänischer Maler
- Lorentzen, Erling (1923–2021), norwegisch-brasilianischer Reeder und Industrieller
- Lorentzen, Friedrich August (1765–1842), deutscher Apotheker
- Lorentzen, Håkon (* 1997), norwegischer Fußballspieler
- Lorentzen, Håvard Holmefjord (* 1992), norwegischer Eisschnellläufer
- Lorentzen, Johannes (1881–1949), deutscher lutherischer Pastor und Volksmissionar
- Lorentzen, Jørgen (* 1956), norwegischer Geschlechterforscher und Dokumentarfilmproduzent
- Lorentzen, Karl (1817–1888), deutscher klassischer Philologe und Politiker (DFP), MdR
- Lorentzen, Kasper (* 1985), dänischer Fußballspieler
- Lorentzen, Peter (* 1983), norwegischer Eishockeyspieler
- Lorentzen, Tim (* 1973), deutscher evangelischer Theologe und Kirchenhistoriker
- Lorentzon, Inga-Britt (1936–1987), schwedische Hochspringerin und Fünfkämpferin
- Lorentzon, Martin (* 1969), schwedischer Unternehmer und Mitbegründer von Tradedoubler und Spotify
- Lorentzon, Susanne (* 1961), schwedische Hochspringerin
- Lorentzson, Martin (* 1984), schwedischer Fußballspieler

##### Lorenz
- Lorenz († 1232), Bischof von Breslau
- Lorenz, Herr zu Werle-Güstrow

###### Lorenz I
- Lorenz III. von Freiberg († 1487), deutscher römisch-katholischer Geistlicher; Bischof von Gurk (1472–1487)

###### Lorenz V
- Lorenz von der Auferstehung (1614–1691), französischer Karmelit und MystikerLorenz von der Auferstehung (1614–1691)

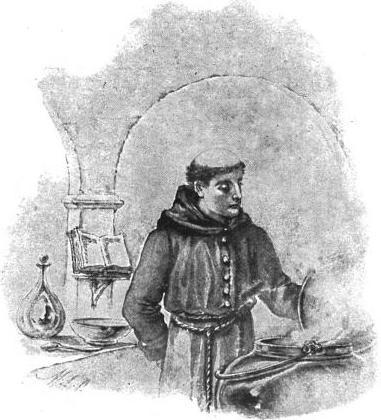
Lorenz von der Auferstehung (1614–1691)

- Lorenz von Portugal, Franziskaner

###### Lorenz,
- Lorenz, Adolf (1854–1946), österreichischer OrthopädeAdolf Lorenz (1854–1946)

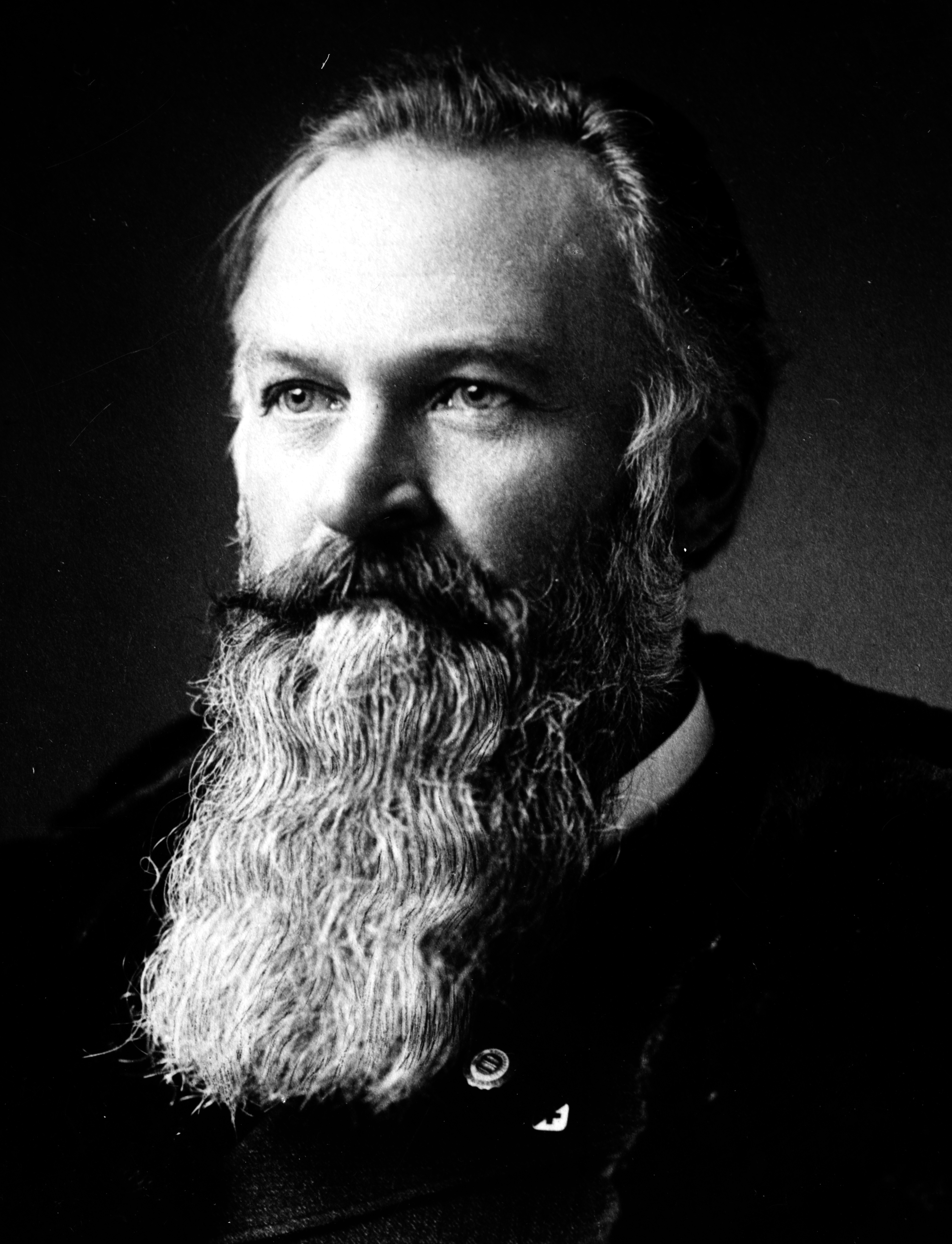
Adolf Lorenz (1854–1946)

- Lorenz, Adolf Friedrich (1884–1962), deutscher Architekt und Denkmalpfleger, mecklenburgischer Baubeamter
- Lorenz, Aïda (* 1947), deutsche Notfall-Psychologin und Psychotherapeutin
- Lorenz, Albert (1816–1887), preußischer Militärmusiker, Kapellmeister und Komponist
- Lorenz, Alexander (* 1978), deutscher Fußballspieler
- Lorenz, Alfred, deutscher Fußballspieler
- Lorenz, Alfred (1893–1958), deutscher Kommunalpolitiker
- Lorenz, Alfred Ottokar (1868–1939), deutscher Musikwissenschaftler
- Lorenz, Andreas (1937–2023), deutscher Politiker (CDU), MdL
- Lorenz, Andreas (* 1952), deutscher Journalist und Autor
- Lorenz, Andreas (1962–2024), deutscher Journalist und Autor
- Lorenz, Andreas (* 1971), deutscher Politiker (CSU), MdL
- Lorenz, Anika (* 1990), deutsche Regattaseglerin
- Lorenz, Anton (1888–1960), deutscher Politiker
- Lorenz, Arne (* 1962), deutscher Regisseur, Autor und Filmeditor
- Lorenz, Astrid (* 1975), deutsche Politikwissenschaftlerin
- Lorenz, August (1883–1963), deutscher Politiker (SPD), MdL
- Lorenz, Barbara, Maskenbildnerin
- Lorenz, Bernd, deutscher Tischtennisspieler
- Lorenz, Bernd (1947–2005), deutscher Fußballspieler
- Lorenz, Bernd (* 1948), deutscher Klassischer Philologe und Bibliothekar
- Lorenz, Bernhard (1889–1969), deutscher Kommunalpolitiker und Widerstandskämpfer gegen den Nationalsozialismus
- Lorenz, Birgit (* 1963), deutsche Eiskunstläuferin
- Lorenz, Carl (1844–1889), deutscher Techniker und Industrieller
- Lorenz, Carl (1891–1978), deutscher Maler
- Lorenz, Carl (1913–1993), deutscher Radrennfahrer
- Lorenz, Carl Raimund (1871–1945), österreichischer Maler
- Lorenz, Charlotte (1895–1979), deutsche Wirtschaftswissenschaftlerin
- Lorenz, Christian (* 1966), deutscher Musiker und Keyboarder der Band RammsteinChristian Lorenz (* 1966)

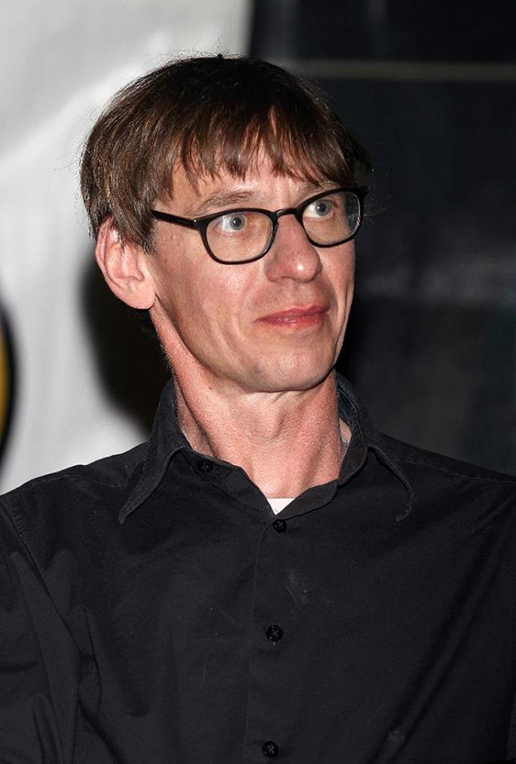
Christian Lorenz (* 1966)

- Lorenz, Christian Gottlob (1804–1873), deutscher Philologe, Pädagoge und Historiker
- Lorenz, Christiane (* 1960), deutsche Flötistin und Dozentin
- Lorenz, Danny (* 1969), kanadischer Eishockeytorhüter
- Lorenz, David (1856–1907), deutscher Maler
- Lorenz, David M., deutscher Drehbuchautor
- Lorenz, Deirdre, US-amerikanische Schauspielerin, Filmproduzentin und Model
- Lorenz, Detlef (1938–2019), deutscher kulturhistorischer Forscher und Autor
- Lorenz, Detlef (* 1947), deutscher Comicexperte und Autor
- Lorenz, Detta (1908–1980), deutsche Leichtathletin
- Lorenz, Dieter (* 1938), deutscher Rechtswissenschaftler
- Lorenz, Dietmar (* 1944), deutscher Chirurg und Hochschullehrer
- Lorenz, Dietmar (1950–2021), deutscher Judoka und Olympiasieger
- Lorenz, Dominique (* 1966), deutsche Schauspielerin
- Lorenz, Eberhard (* 1942), deutscher Politiker (SPD), MdL
- Lorenz, Edmund (1858–1938), deutscher Schauspieler
- Lorenz, Edward N. (1917–2008), US-amerikanischer Mathematiker und Meteorologe
- Lorenz, Egon (1934–2019), deutscher Rechtswissenschaftler
- Lorenz, Einhart (* 1940), norwegischer Geschichtswissenschaftler und Hochschullehrer deutschen Ursprungs
- Lorenz, Eleonore (1895–1949), deutsche Schriftstellerin
- Lorenz, Elias (* 2006), österreichischer Fußballspieler
- Lorenz, Elisabeth (1904–1996), deutsche Politikerin (SPD), Mitglied des Abgeordnetenhauses von Berlin
- Lorenz, Emil (1857–1944), deutscher Architekt
- Lorenz, Erich (1894–1981), deutscher Heimatforscher, Volkskundler und Chronist
- Lorenz, Ericka (* 1981), US-amerikanische Wasserballspielerin
- Lorenz, Erik (* 1988), deutscher SchriftstellerErik Lorenz (* 1988)

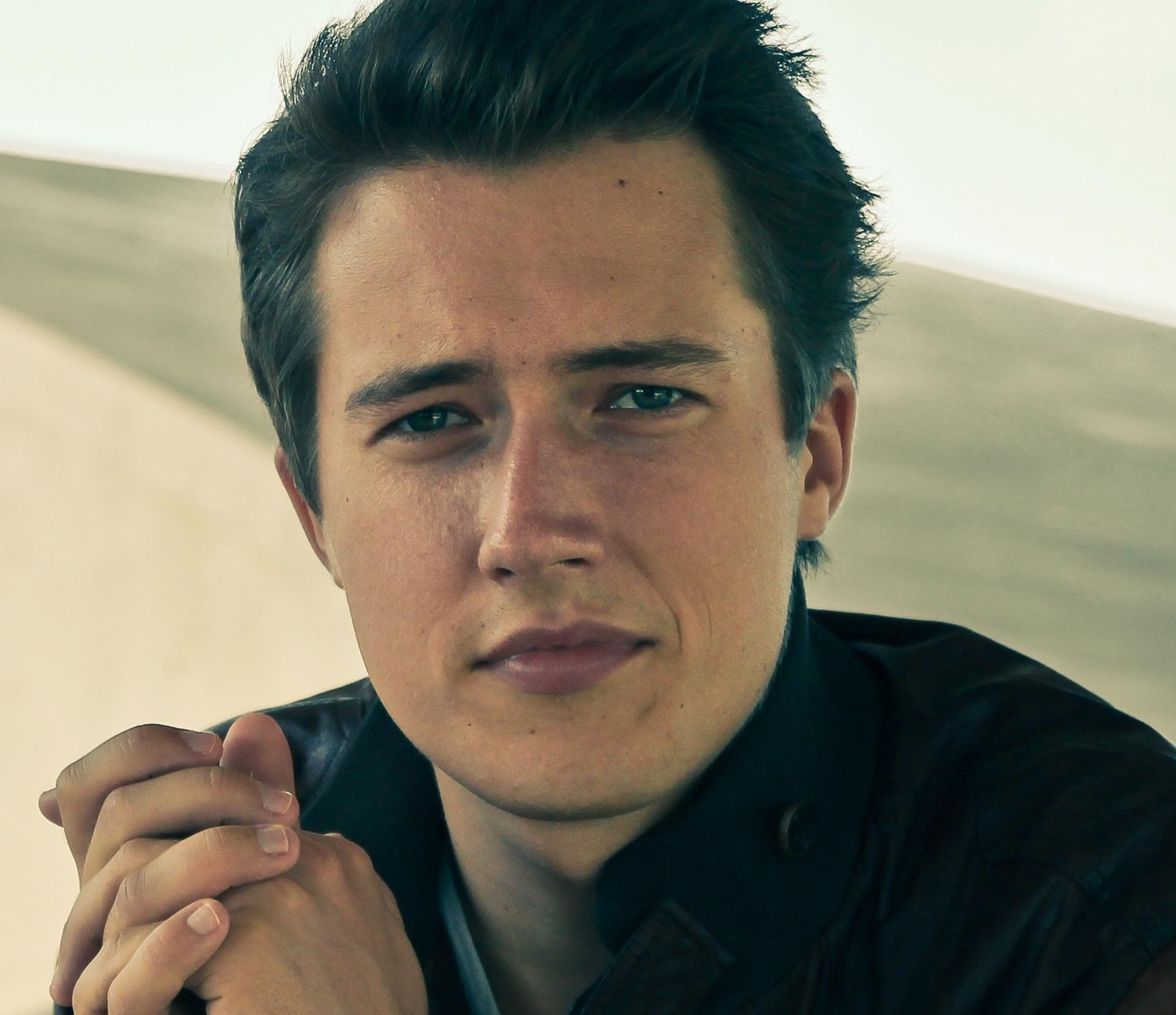
Erik Lorenz (* 1988)

- Lorenz, Erika (1923–2003), deutsche Romanistin und Hispanistin
- Lorenz, Ernst (1901–1980), deutscher Gewerkschafter und Politiker (SPD), MdL
- Lorenz, Ernst (1906–1963), deutscher LDPD-Funktionär, MdV, Finanzminister von Sachsen-Anhalt
- Lorenz, Erwin (1892–1970), deutscher Politiker (FDP), MdL
- Lorenz, Euphrosina (1636–1720), Äbtissin von Lichtenthal
- Lorenz, Falko (* 1940), deutscher Mathematiker
- Lorenz, Felix (* 1967), deutscher Zoologe
- Lorenz, Fiona (1962–2014), deutsch-britische Übersetzerin und Aktivistin
- Lorenz, Franz (1803–1883), österreichischer Arzt und Schriftsteller
- Lorenz, Franz (1901–1983), deutscher Schriftsteller und Journalist
- Lorenz, Friedrich (1897–1944), Priester und NS-Opfer
- Lorenz, Friedrich (1898–1964), österreichischer Schriftsteller und Journalist
- Lorenz, Friedrich (1925–2012), deutscher Ingenieurwissenschaftler und Heimatforscher
- Lorenz, Gabi (* 1961), deutsche Volleyballspielerin
- Lorenz, Gabriele, deutsche Schauspielerin
- Lorenz, Georg (1897–1958), deutscher Journalist und Senator (Bayern)
- Lorenz, Georg (1903–1947), österreichischer Kabarettist, Bühnen- und Filmschauspieler
- Lorenz, Gerald (1937–2023), deutscher Politiker (SPD), MdA
- Lorenz, Gerd (* 1941), deutscher Pathologe und Hochschullehrer
- Lorenz, Gertrud, deutsche Kunstgewerblerin
- Lorenz, Gottfried (* 1940), deutscher Lehrer und Autor
- Lorenz, Gottfried August von (1776–1841), kursächsischer und königlich-sächsischer (ab 1806) Amtshauptmann, Rittergutsbesitzer
- Lorenz, Günter (* 1932), deutscher Offizier, zuletzt Generalleutnant
- Lorenz, Günter (* 1964), österreichischer StraftäterGünter Lorenz (* 1964)

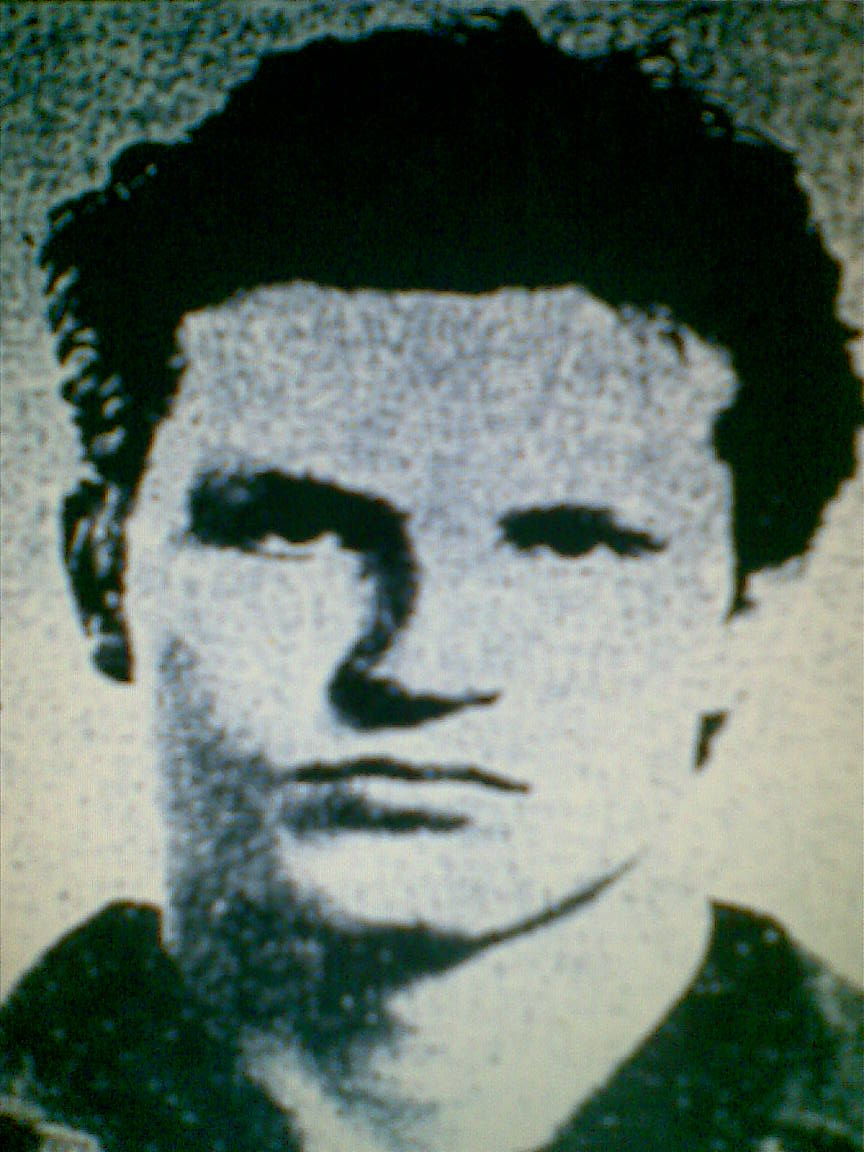
Günter Lorenz (* 1964)

- Lorenz, Günther (1915–1999), deutscher Eiskunstläufer
- Lorenz, Günther (1942–2013), österreichischer Althistoriker
- Lorenz, Gustav (1846–1927), deutscher Veterinärmediziner
- Lorenz, Haide (1925–2004), deutsche Schauspielerin, Musicaldarstellerin, Synchron- und Hörspielsprecherin
- Lorenz, Hans (1865–1940), deutscher Ingenieurwissenschaftler
- Lorenz, Hans (1873–1934), österreichischer Mediziner und Bergsteiger
- Lorenz, Hans (1900–1975), deutscher Straßenbauingenieur und Trassierungsspezialist
- Lorenz, Hans (1905–1996), deutscher Ingenieur für Grundbau und Bodenmechanik und Hochschullehrer
- Lorenz, Hans (* 1954), deutscher Politiker (CDU), Bürgermeister, MdL
- Lorenz, Hans Eberhard (* 1951), deutscher Richter am Landgericht Mainz, Vorsitzender des DFB-Sportgerichts
- Lorenz, Hans-Georg (* 1943), deutscher Rechtsanwalt und Politiker (SPD), MdA
- Lorenz, Heike (* 1961), deutsche Politikerin (SED, PDS, Die Linke), MdL
- Lorenz, Heiko (* 1971), deutscher Parteivorsitzender
- Lorenz, Heinrich (1810–1888), deutscher Medailleur
- Lorenz, Heinrich (1862–1946), deutscher Politiker, MdHB, Senator und Geschäftsführer im Genossenschaftswesen
- Lorenz, Heinrich (1870–1947), deutscher Politiker, Staatsrat von Schaumburg-Lippe (SPD)
- Lorenz, Heinrich (1898–1966), deutscher Kapitän
- Lorenz, Heinz (1888–1966), deutscher Schriftsteller
- Lorenz, Heinz (1913–1985), deutscher Stenograf, Adolf Hitlers Pressesekretär im Führerhauptquartier
- Lorenz, Heinz (* 1929), deutscher Fußballspieler
- Lorenz, Hellmut (* 1942), österreichischer Kunsthistoriker
- Lorenz, Helmut (* 1923), deutscher Fußballspieler
- Lorenz, Herbert (1916–2013), deutscher Maler, Grafiker und Bildhauer
- Lorenz, Herbert († 2001), deutscher Turner
- Lorenz, Herdolor (* 1953), deutscher Dokumentarfilmer
- Lorenz, Hermann (1860–1945), deutscher Studiendirektor, Archivar und Heimatforscher
- Lorenz, Hermann (1864–1929), deutscher Begründer der auf Sachsen begrenzten chiliastischen Bewegung Gemeinschaft in Christo Jesu
- Lorenz, Hermann (1928–2001), letzter Henker der DDR und damit Deutschlands
- Lorenz, Holger (* 1969), deutscher Triathlet
- Lorenz, Ina S. (* 1940), deutsche Historikerin und Hochschullehrerin
- Lorenz, Isabell (* 1956), deutsche literarische Übersetzerin
- Lorenz, Jacob (1883–1946), Schweizer Soziologe
- Lorenz, Jakob (* 2001), liechtensteinischer Fußballspieler
- Lorenz, Jens (* 1958), deutscher Hochschullehrer, Universitätsmusikdirektor und Dirigent
- Lorenz, Jessica (* 1978), US-amerikanische Goalballspielerin
- Lorenz, Joachim (* 1956), deutscher Mineraloge
- Lorenz, Jochen (1949–2012), deutscher Drucker und Grafiker
- Lorenz, Johann Friedrich (1737–1807), deutscher Mathematiker und Lehrer
- Lorenz, Johann Georg (1627–1689), deutscher Pädagoge
- Lorenz, Johann Gottfried von († 1792), deutscher Kauf- und Handelsmann, Fabrikbesitzer sowie kursächsischer Kammerrat und Rittergutsbesitzer
- Lorenz, Johann Michael (1723–1801), deutscher Historiker und Hochschullehrer
- Lorenz, Johannes (1901–1980), deutscher Politiker (GB/BHE), MdL Bayern
- Lorenz, Joseph (* 1960), österreichischer Theater-, Film- und Fernsehschauspieler und Regisseur
- Lorenz, Joseph Roman (1825–1911), österreichischer Gymnasiallehrer, Volkswirt und Naturforscher
- Lorenz, Juliane (* 1957), deutsche Filmeditorin, Regisseurin, Produzentin und AutorinJuliane Lorenz (* 1957)

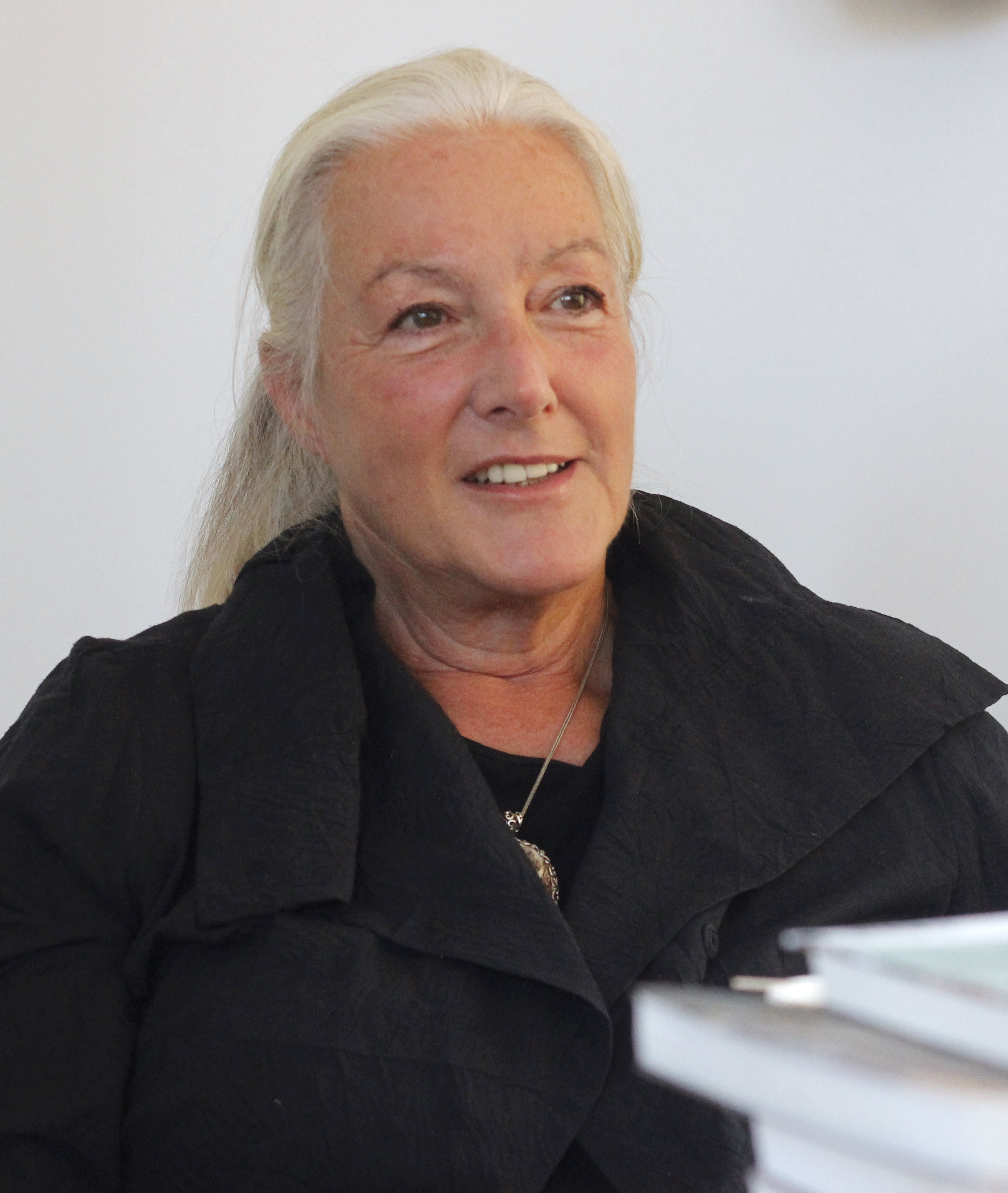
Juliane Lorenz (* 1957)

- Lorenz, Jürgen (* 1929), deutscher Journalist
- Lorenz, Jürgen (* 1993), estnischer Fußballspieler
- Lorenz, Kai, deutscher Basketballfunktionär
- Lorenz, Karl (1868–1931), Senatspräsident beim Reichsgericht
- Lorenz, Karl (1888–1961), deutscher Maler und Dichter des Expressionismus
- Lorenz, Karl (1904–1964), deutscher Generalmajor im Zweiten Weltkrieg
- Lorenz, Karl Adolf (1837–1923), deutscher Dirigent, Komponist und Musikpädagoge
- Lorenz, Karl Raimund (1909–1996), österreichischer Architekt, Hochschullehrer und Rektor der Technischen Hochschule Graz
- Lorenz, Karl Wilhelm (1886–1918), deutscher Astronom und Mathematiker
- Lorenz, Karoline (1873–1924), deutsche Schriftstellerin
- Lorenz, Katharina (* 1974), deutsche Klassische Archäologin und Präsidentin der Justus-Liebig-Universität Gießen
- Lorenz, Katharina (* 1978), deutsche SchauspielerinKatharina Lorenz (* 1978)

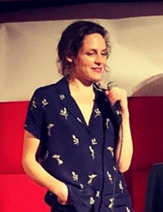
Katharina Lorenz (* 1978)

- Lorenz, Kathleen (* 1984), deutsche Skeletonpilotin
- Lorenz, Kavita (* 1995), deutsche Eiskunstläuferin
- Lorenz, Kerstin (1962–2005), deutsche Politikerin (NPD)
- Lorenz, Konrad (1903–1989), österreichischer Biologe (Verhaltensforscher) und Nobelpreisträger für Medizin
- Lorenz, Konrad (* 1942), deutscher Schriftsteller
- Lorenz, Kuno (* 1932), deutscher Philosoph
- Lorenz, Kurt (1903–1947), deutscher Schriftsetzer und Mitglied der SPD
- Lorenz, Kurt (1914–1987), deutscher Künstler und Karikaturist
- Lorenz, Kurt-Jürgen (1951–1981), deutscher Fußballspieler
- Lorenz, Leonard (* 1948), österreichischer Bildhauer und Maler
- Lorenz, Lovis H. (1898–1976), deutscher Journalist, Kunsthistoriker, Verleger und Autor
- Lorenz, Ludvig (1829–1891), dänischer Physiker
- Lorenz, Manfred (1929–2017), deutscher Sprachwissenschaftler, Übersetzer, Iranist und Afghanist
- Lorenz, Marc (* 1988), deutscher Fußballspieler
- Lorenz, Marcel (* 1982), deutscher Rennrodler
- Lorenz, Marco (* 2003), neuseeländischer Fußballspieler
- Lorenz, Marcus (* 1967), deutscher Radiomoderator, Hörfunkjournalist, Radio- und Fernsehreporter sowie Musikproduzent
- Lorenz, Maren (* 1965), deutsche Historikerin
- Lorenz, Marita (1939–2019), deutsche Geliebte Fidel Castros
- Lorenz, Mark (* 1965), deutscher Schlagersänger
- Lorenz, Martin von (1748–1828), österreichischer katholischer Geistlicher, kaiserlicher Staatsrat und Kabinettsreferent für die kirchlichen Belange und den Unterricht
- Lorenz, Matthias (* 1964), deutscher Cellist
- Lorenz, Matthias N. (* 1973), deutscher Kulturwissenschaftler, Hochschullehrer
- Lorenz, Max (1901–1975), deutscher Opernsänger (Tenor)
- Lorenz, Max (* 1939), deutscher FußballspielerMax Lorenz (* 1939)

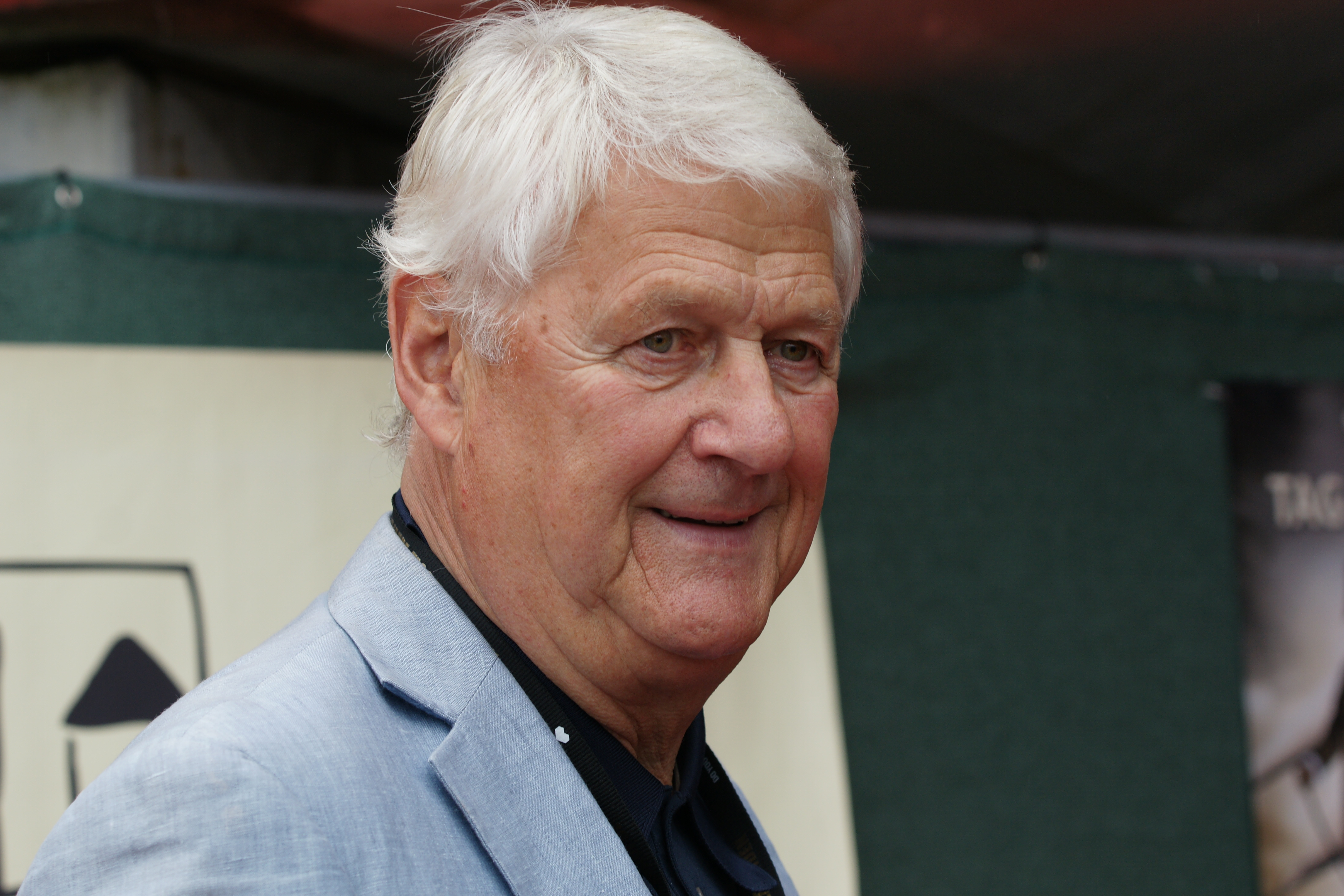
Max Lorenz (* 1939)

- Lorenz, Max Otto (1876–1959), US-amerikanischer Ökonom
- Lorenz, Max-Albert (1886–1976), deutscher Politiker (NSDAP), MdR
- Lorenz, Maximilian (* 1991), deutscher Koch
- Lorenz, Meinrad (1880–1968), Schweizer Bahnhofsarchitekt
- Lorenz, Michael (1828–1901), bayrischer römisch-katholischer Geistlicher und Klosteradministrator
- Lorenz, Michael (1939–2023), deutsch-sorbischer Schauspieler, Regisseur und Autor
- Lorenz, Michael (* 1958), österreichischer Musikwissenschaftler
- Lorenz, Michael (* 1963), deutscher Sachbuchautor und Managementberater
- Lorenz, Michael (* 1979), deutscher Fußballspieler
- Lorenz, Momme (* 2003), deutscher Volleyball- und Beachvolleyballspieler
- Lorenz, Nadja (* 1961), österreichische Rechtsanwältin und Menschenrechtlerin
- Lorenz, Nike (* 1997), deutsche Hockeyspielerin
- Lorenz, Nikolaus (1929–2016), deutscher Politiker (SPD), MdL
- Lorenz, Oswald (1806–1889), deutscher Musikschriftsteller und Komponist
- Lorenz, Otto (1831–1895), deutscher Buchhändler und Biograph
- Lorenz, Otto Ferdinand (1838–1896), deutscher Architekt und preußischer Baubeamter
- Lorenz, Ottokar (1832–1904), österreichisch-deutscher Historiker und Genealoge
- Lorenz, Ottokar (* 1905), deutscher nationalsozialistischer Wirtschaftshistoriker und Funktionär der Hitlerjugend
- Lorenz, Paul (1896–1952), saarländischer Politiker (KPD)
- Lorenz, Paul (1911–2011), deutscher Maler, Graphiker und Illustrator
- Lorenz, Paul (* 1969), österreichischer Komponist, Dirigent und Musikproduzent
- Lorenz, Paul (* 1987), sowjetisch-russisch-deutscher Tanzsportler und Tanzsporttrainer
- Lorenz, Peter (1922–1987), deutscher Politiker (CDU), MdAPeter Lorenz (1922–1987)

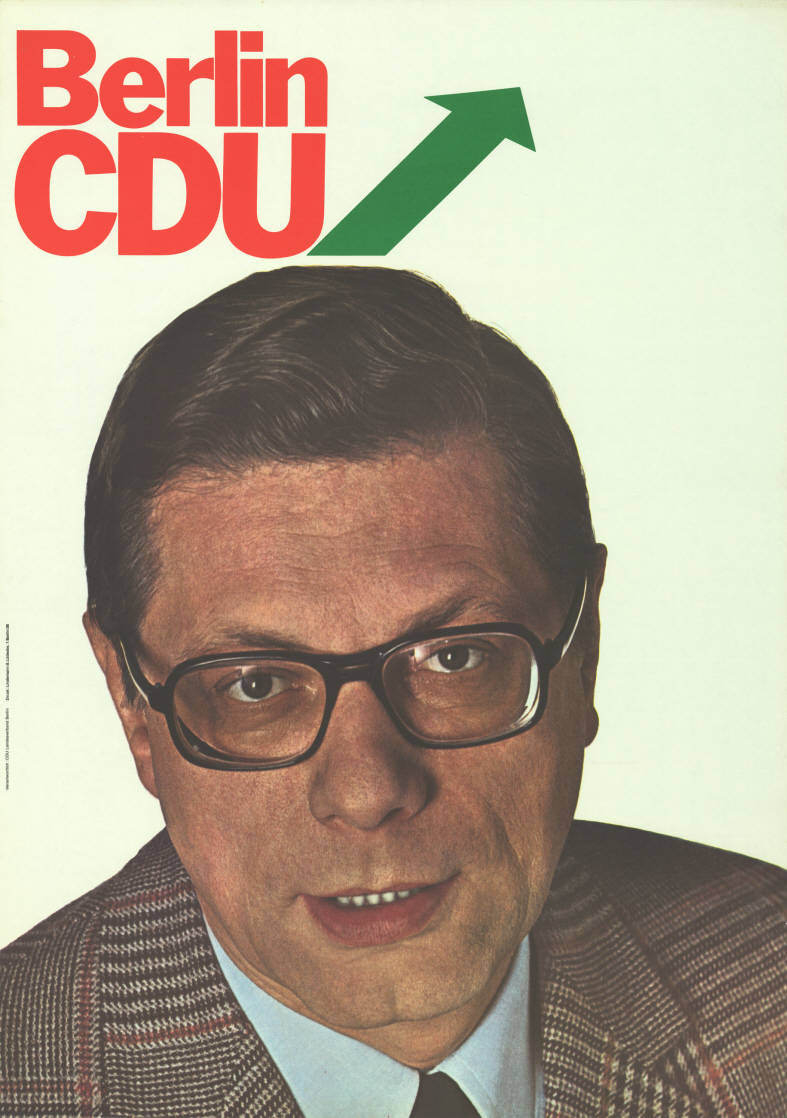
Peter Lorenz (1922–1987)

- Lorenz, Peter (1944–2009), deutscher Schriftsteller und Fotograf
- Lorenz, Pia (* 1978), deutsche Rechtsanwältin, Journalistin und Wirtschaftsjuristin
- Lorenz, Reinhard (* 1883), deutscher Kaufmann
- Lorenz, Ricardo (* 1961), venezolanischer Komponist und Musikpädagoge
- Lorenz, Richard (1847–1937), deutscher Lehrer, Turner und erzgebirgischer Heimatkundler
- Lorenz, Richard (1858–1915), deutschamerikanischer Landschafts-, Tier- und Genremaler
- Lorenz, Richard (1863–1929), österreichischer Chemiker
- Lorenz, Richard (* 1934), deutscher Osteuropa-Historiker
- Lorenz, Richard (* 1972), deutscher Schriftsteller
- Lorenz, Robert, US-amerikanischer Produzent, Filmregisseur
- Lorenz, Robert (1872–1948), deutscher Verwaltungsjurist, preußischer Landrat und Rittergutsbesitzer
- Lorenz, Roberto (* 1984), deutscher Pianist und Komponist
- Lorenz, Roland (1949–2021), deutscher Finanzbeamter, Landesbeauftragter für Datenschutz und Informationsfreiheit des Saarlandes
- Lorenz, Rolf Thomas (* 1959), deutscher Komponist und Musikpädagoge
- Lorenz, Rüdiger, deutscher Regisseur und Drehbuchautor
- Lorenz, Rüdiger (1932–2008), deutscher Neurochirurg
- Lorenz, Sabina (* 1967), deutsche Autorin
- Lorenz, Sabine (* 1972), deutsche Schauspielerin
- Lorenz, Sara (* 1983), deutsche Sängerin und Songwriterin christlicher Popmusik
- Lorenz, Siegfried (1928–2014), deutscher Diplom-Kaufmann und Mitglied des Bayerischen Senats
- Lorenz, Siegfried (* 1930), deutscher Politiker (SED), MdV, Mitglied des Politbüros des Zentralkomitees der SED in der DDR und erster Sekretär der SED-Bezirksleitung Karl-Marx-StadtSiegfried Lorenz (* 1930)

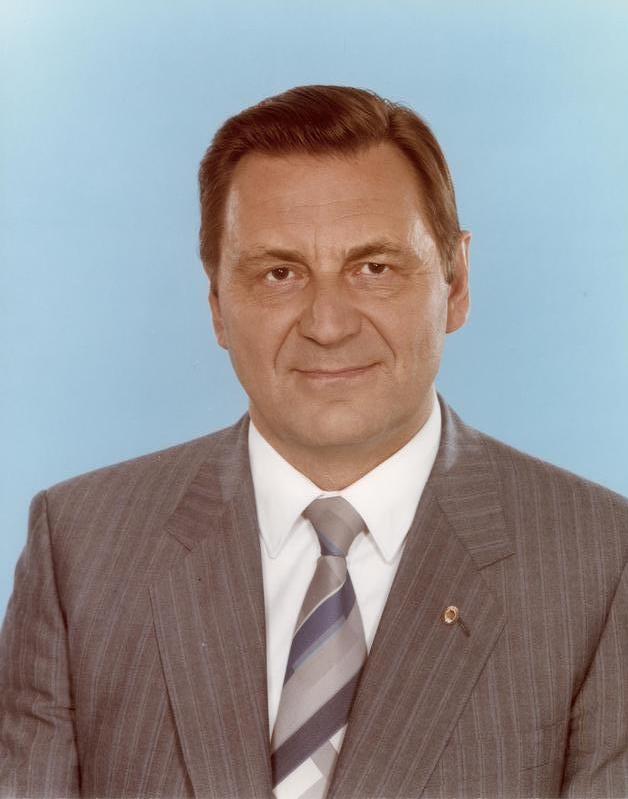
Siegfried Lorenz (* 1930)

- Lorenz, Siegfried (* 1933), deutscher Hammerwerfer
- Lorenz, Siegfried (* 1935), deutscher Sportwissenschaftler, Hochschullehrer
- Lorenz, Siegfried (1945–2024), deutscher Opern-, Oratorien- und Liedsänger (Bariton)
- Lorenz, Simon (* 1997), deutscher Fußballspieler
- Lorenz, Sönke (1944–2012), deutscher Historiker
- Lorenz, Stefan (* 1981), deutscher Fußballspieler
- Lorenz, Steffen (1931–2020), deutscher Wirtschaftsfunktionär
- Lorenz, Steffen (* 1963), deutscher Fußballspieler
- Lorenz, Stephan (* 1961), deutscher Rechtswissenschaftler
- Lorenz, Stephen R. (* 1951), US-amerikanischer Offizier, General der US Air Force
- Lorenz, Susanne (* 1969), deutsche Bildende Künstlerin
- Lorenz, Sven (* 1979), deutscher Kraftdreikämpfer
- Lorenz, Thomas, österreichischer Make-up-Artist und Hairstylist
- Lorenz, Thomas (1865–1945), österreichischer Schuhmachermeister und Politiker (SDAPÖ)
- Lorenz, Thorsten (* 1954), deutscher Pädagoge, Professor für Medienpädagogik
- Lorenz, Thuri (1931–2017), deutscher Klassischer Archäologe
- Lorenz, Tom (* 1959), deutscher Musiker und Komponist
- Lorenz, Trey (* 1969), US-amerikanischer Sänger and Songwriter
- Lorenz, Ulrich (1955–2013), deutscher Jurist und Politiker, Staatssekretär in Schleswig-Holstein
- Lorenz, Ulrike (* 1963), deutsche Kunsthistorikerin und Museumsdirektorin
- Lorenz, Uwe (* 1955), deutscher Fußballspieler
- Lorenz, Volker (* 1941), deutscher Geologe, Vulkanologe und Hochschullehrer
- Lorenz, Waldemar (1930–1984), deutscher Wirtschaftswissenschaftler und Hochschullehrer
- Lorenz, Walter (1921–2007), deutscher Historiker und Archivar des Stadtarchivs Remscheid
- Lorenz, Walter (* 1947), deutscher Sozialwissenschaftler
- Lorenz, Walter Josef (* 1932), deutscher Biophysiker
- Lorenz, Werner (1891–1974), deutscher Politiker (NSDAP), MdR, MdL, Leiter der Volksdeutschen Mittelstelle und SS-ObergruppenführerWerner Lorenz (1891–1974)

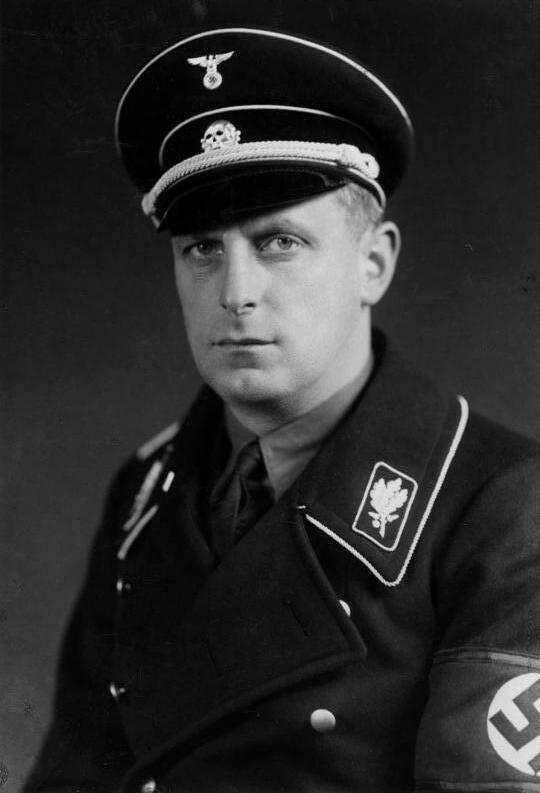
Werner Lorenz (1891–1974)

- Lorenz, Werner (1921–2014), deutscher Jurist und Hochschullehrer
- Lorenz, Werner (* 1925), deutscher Politiker (SED)
- Lorenz, Werner (1937–2020), deutscher Eishockeyspieler
- Lorenz, Werner (* 1939), deutscher Politiker (CDU der DDR), MdV
- Lorenz, Werner (* 1953), deutscher Bautechnikhistoriker
- Lorenz, Wiebke (* 1972), deutsche Journalistin und Schriftstellerin
- Lorenz, Wilfried (* 1932), deutscher Segler
- Lorenz, Wilfried (1939–2014), deutscher Mediziner und Hochschullehrer
- Lorenz, Wilfried (* 1942), deutscher Politiker (CDU), MdB
- Lorenz, Wilhelm (1842–1926), deutscher Konstrukteur und Unternehmer in der Rüstungsindustrie
- Lorenz, Wilhelmine (1784–1861), deutsche Lehrerin und Schriftstellerin
- Lorenz, Willy (1890–1971), deutscher Radsportler
- Lorenz, Willy (1914–1995), österreichischer Schriftsteller und Verleger
- Lorenz, Wolfgang (* 1931), deutscher marxistischer Philosoph und Heimatforscher

###### Lorenz-A
- Lorenz-Allendorff, Barbara (* 1955), deutsche Kommunalpolitikerin, Bürgermeisterin von Wülfrath

###### Lorenz-B
- Lorenz-Birk, Antonia (* 1980), deutsche Klarinettistin
- Lorenz-Bokelberg, Maria (* 1981), deutsche Podcastproduzentin

###### Lorenz-D
- Lorenz-Dittlbacher, Lou (* 1974), österreichische Journalistin und FernsehmoderatorinLou Lorenz-Dittlbacher (* 1974)

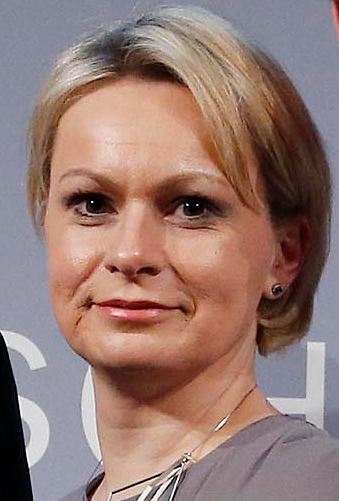
Lou Lorenz-Dittlbacher (* 1974)

###### Lorenz-K
- Lorenz-Krause, Regina (* 1956), deutsche Pflege- und Sozialwissenschaftlerin

###### Lorenz-L
- Lorenz-Liburnau, Ludwig von (1856–1943), österreichischer Zoologe (besonders Ornithologie)
- Lorenz-Lindemann, Karin (* 1938), deutsche Publizistin, Literaturwissenschaftlerin, freie Autorin

###### Lorenz-M
- Lorenz-Meyer, Eduard Lorenz (1856–1926), deutscher Unternehmer und Kunstsammler
- Lorenz-Meyer, Hans (1861–1947), deutscher Bauingenieur
- Lorenz-Meyer, Lorenz (* 1956), deutscher Online-Journalist und HochschullehrerLorenz Lorenz-Meyer (* 1956)

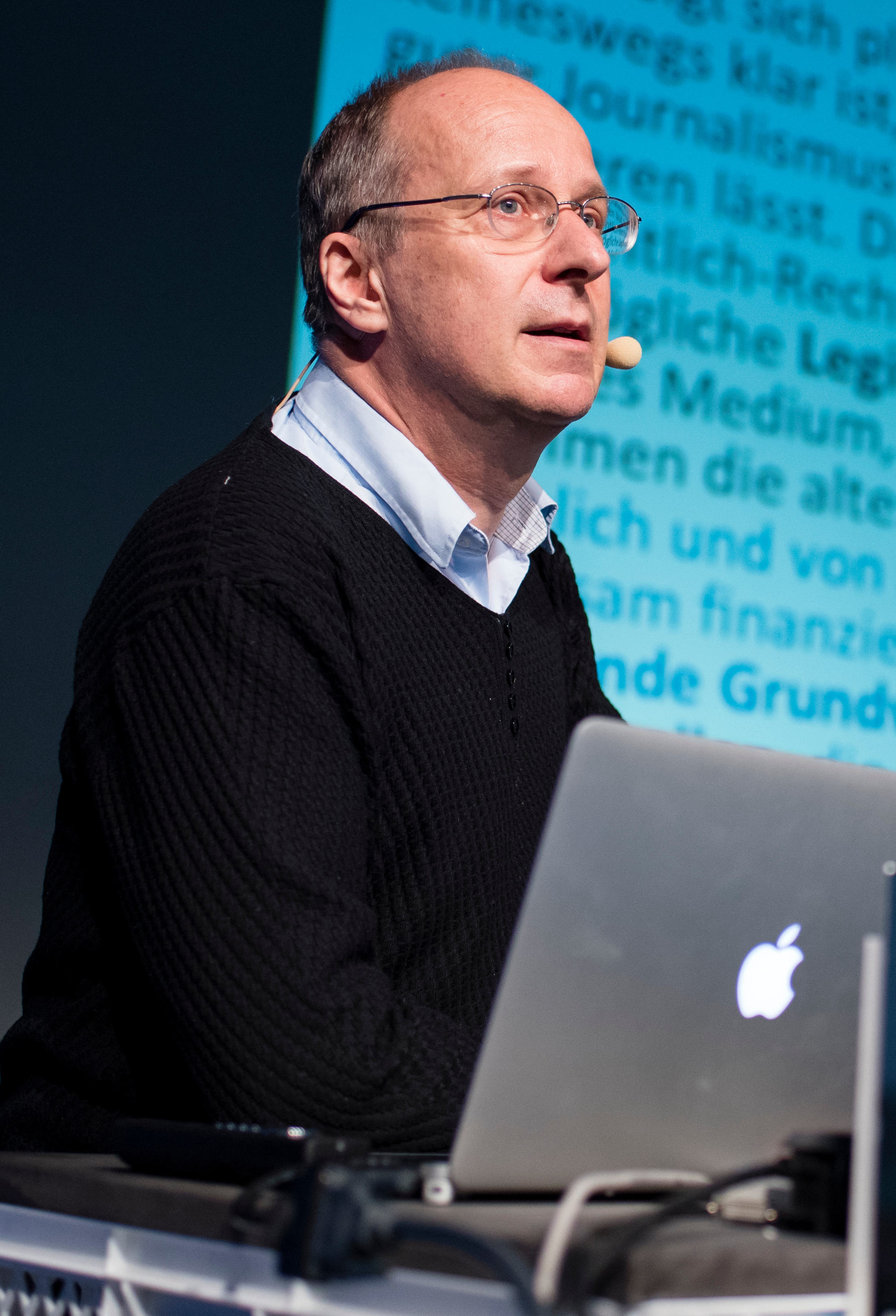
Lorenz Lorenz-Meyer (* 1956)

- Lorenz-Murowana, Ernst Hugo (1872–1954), deutscher Restaurator sowie Landschafts-, Stillleben- und Marinemaler

###### Lorenz-S
- Lorenz-Szabo, Valerie (1916–1996), österreichische Schriftstellerin

###### Lorenza
- Lorenzana, Fernando (1808–1892), mexikanischer Diplomat
- Lorenzana, Francisco de (1722–1804), spanischer Bischof der römisch-katholischen Kirche und Kolonialverwalter
- Lorenzani, Paolo (1640–1713), italienischer Kapellmeister und Komponist
- Lorenzato, Algisto (1910–1960), brasilianischer Fußballspieler

###### Lorenze
- Lorenzelli Rossi, Alberto Ricardo (* 1953), argentinischer Ordensgeistlicher und römisch-katholischer Weihbischof in Santiago de Chile
- Lorenzelli, Benedetto (1853–1915), italienischer Geistlicher, Kardinal der römisch-katholischen Kirche
- Lorenzen Rupp, Sigrid (1943–2004), deutsch-amerikanische Architektin
- Lorenzen, Al (* 1966), US-amerikanischer Basketballspieler
- Lorenzen, Asmus (1828–1912), deutscher Landwirt und Politiker (DFP, SFV), MdR
- Lorenzen, Bodo (1947–2018), deutscher Mentalist und Entertainer
- Lorenzen, Charlotte (* 2002), deutsche Schauspielerin
- Lorenzen, Christian (* 1982), deutscher Improvisationsmusiker (E-Piano, Synthesizer)
- Lorenzen, Dirk (* 1968), deutscher Wissenschafts- und Hörfunkjournalist, Moderator und Redakteur
- Lorenzen, Dominik (* 1977), deutscher Politiker (Bündnis 90/Die Grünen), MdHB
- Lorenzen, Erich (1896–1945), deutscher Admiralrichter der Kriegsmarine
- Lorenzen, Ernst (1876–1954), deutscher Lehrer und Schriftsteller
- Lorenzen, Fernando (1859–1917), deutscher Architekt
- Lorenzen, Florian (* 1986), deutscher Politiker (CDU), Landrat des Kreises Nordfriesland
- Lorenzen, Heinz-Jürgen (* 1953), deutscher Bibliothekar
- Lorenzen, Henry (1899–1961), dänischer SchauspielerHenry Lorenzen (1899–1961)

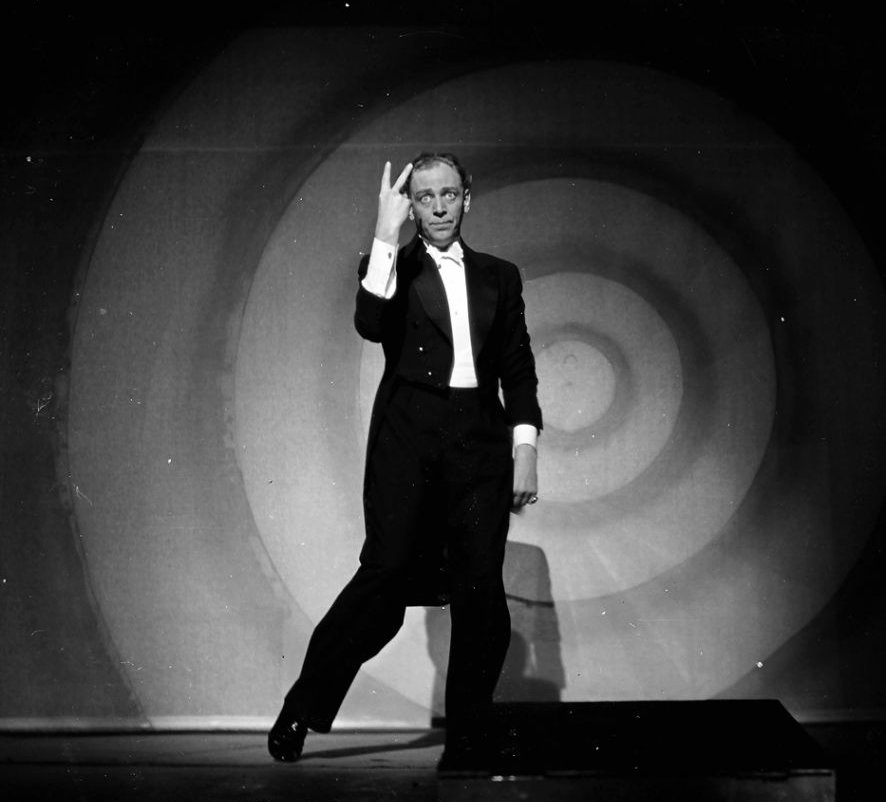
Henry Lorenzen (1899–1961)

- Lorenzen, Hjort (1791–1845), Abgeordneter in der schleswigschen Ständeversammlung
- Lorenzen, Jan N. (* 1969), deutscher Journalist, Autor und Regisseur
- Lorenzen, Johann Matthias (1900–1972), deutscher Bauingenieur, Küstenforscher und Präsident der Wasser- und Schifffahrtsdirektion Kiel
- Lorenzen, Julius (1897–1965), deutscher Bauingenieur und Oberbürgermeister
- Lorenzen, Klaus (1938–2015), deutscher Musikproduzent
- Lorenzen, Konrad C. F. (* 1936), deutscher Manager
- Lorenzen, Lorenz (1795–1866), deutscher evangelisch-lutherischer Geistlicher und Schleswigscher Abgeordneter
- Lorenzen, Lori (* 1955), deutscher Musiker (Gitarre, Komposition) und Tontechniker
- Lorenzen, Max-Otto (1950–2008), deutscher Philosoph und Publizist
- Lorenzen, Melvyn (* 1994), deutscher Fußballspieler
- Lorenzen, Paul (1915–1994), deutscher Philosoph, Wissenschaftstheoretiker, Mathematiker und LogikerPaul Lorenzen (1915–1994)

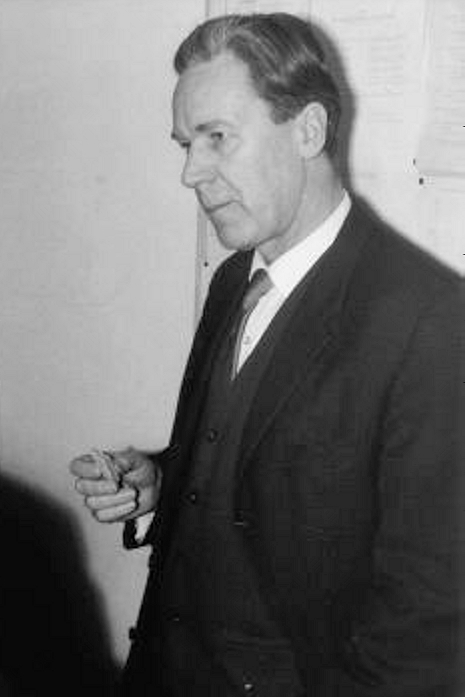
Paul Lorenzen (1915–1994)

- Lorenzen, Rudolf (1922–2013), deutscher Journalist und Schriftsteller
- Lorenzen, Sievert (1938–2023), deutscher Zoologe
- Lorenzen, Silke, deutsche Fußballspielerin
- Lorenzen, Stefanie (* 1976), deutsche Religionspädagogin und Hochschullehrerin
- Lorenzen, Thomas (1940–2020), deutscher Politiker (CDU), MdL
- Lorenzen, Ursel, Geheimagentin des Ministeriums für Staatssicherheit
- Lorenzen, Vilhelm (1877–1961), dänischer Historiker und Kunsthistoriker
- Lorenzen, Wolfram (1952–2020), deutscher Pianist
- Lorenzen-Schmidt, Klaus-Joachim (1948–2015), deutscher Historiker und Archivar
- Lorenzer, Alfred (1922–2002), deutscher Psychoanalytiker und Soziologe
- Lorenzer, Raimund (1891–1966), deutscher Arzt und Schriftsteller
- Lorenzetti, Ambrogio, italienischer Maler
- Lorenzetti, Enrico (1911–1989), italienischer Motorradrennfahrer
- Lorenzetti, Gustavo (* 1985), argentinischer Fußballspieler
- Lorenzetti, Hugo (1912–1975), französischer Radrennfahrer und Schrittmacher
- Lorenzetti, Pietro, italienischer Maler und der Bruder von Ambrogio Lorenzetti
- Lorenzetto (1490–1541), italienischer Architekt und Bildhauer
- Lorenzetto, Mirco (* 1981), italienischer Radrennfahrer

###### Lorenzi
- Lorenzi, Benito (1925–2007), italienischer Fußballspieler
- Lorenzi, Carlo (* 1974), italienischer Eishockeyspieler
- Lorenzi, Diego (* 1939), italienischer römisch-katholischer Priester und Privatsekretär von Papst Johannes Paul I.
- Lorenzi, Diego Fernando (* 1990), brasilianisch-italienischer Fußballspieler
- Lorenzi, Giovanni Battista († 1594), italienischer Bildhauer und Künstler
- Lorenzi, Grégory (* 1983), französischer Fußballspieler
- Lorenzi, Lucrezia (* 1998), italienische Skirennläuferin
- Lorenzi, Matilde (2004–2024), italienische Skirennläuferin
- Lorenzi, Paolo (* 1981), italienischer Tennisspieler
- Lorenzi, Simon (* 1997), belgischer SportklettererSimon Lorenzi (* 1997)

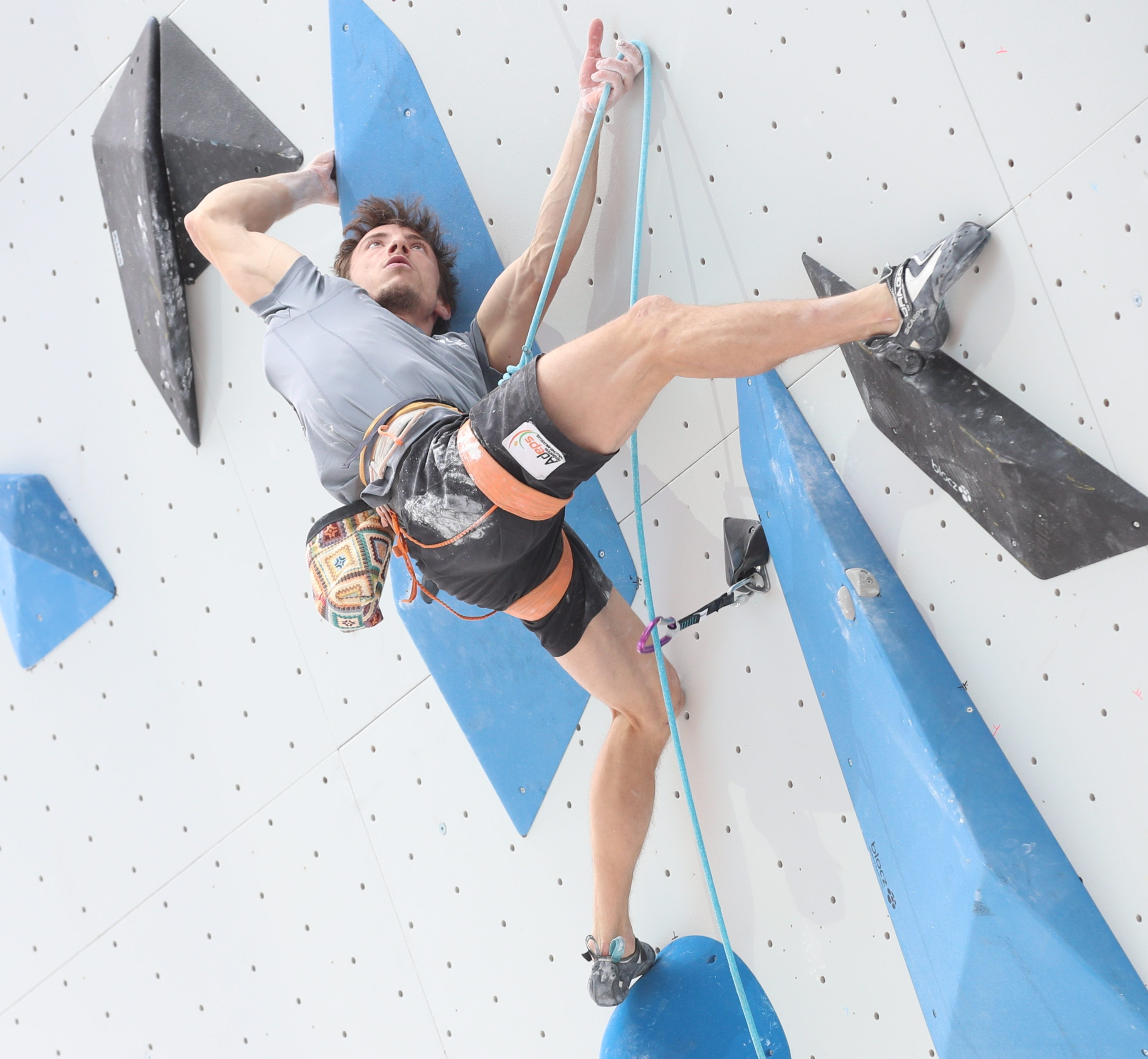
Simon Lorenzi (* 1997)

- Lorenzi, Stoldo († 1583), italienischer Bildhauer des Cinquecento
- Lorenzin, Beatrice (* 1971), italienische Politikerin
- Lorenzini, Ennio (1934–1982), italienischer Dokumentarfilmer
- Lorenzini, Lorenzo (1650–1721), italienischer Mathematiker
- Lorenzini, Martín (* 1975), argentinischer Schachspieler
- Lorenzini, Mimi (1949–2014), französischer Gitarrist im Bereich des Progressive Rock, Jazz und Fusion
- Lorenzini, Orlando (1890–1941), italienischer General
- Lorenzini, Stefano, italienischer Arzt und Ichthyologe
- Lorenzino, Hernán (* 1972), argentinischer Politiker

###### Lorenzl
- Lorenzl, Josef (1892–1950), österreichischer Bildhauer und Keramiker des Art déco

###### Lorenzo
- Lorenzo (* 1977), französischer Showreiter
- Lorenzo (* 1994), französischer Rapper
- Lorenzo Curbelo, Andrés († 1772), spanischer Geistlicher
- Lorenzo di Mariano (1476–1534), italienischer Bildhauer
- Lorenzo González, Cândido (1925–2019), spanisch-brasilianischer Ordensgeistlicher, emeritierter römisch-katholischer Bischof von São Raimundo Nonato
- Lorenzo Iglesias, Camilo (1940–2020), spanischer Geistlicher, römisch-katholischer Bischof von Astorga
- Lorenzo il Magnifico (1449–1492), italienischer PolitikerLorenzo il Magnifico (1449–1492)

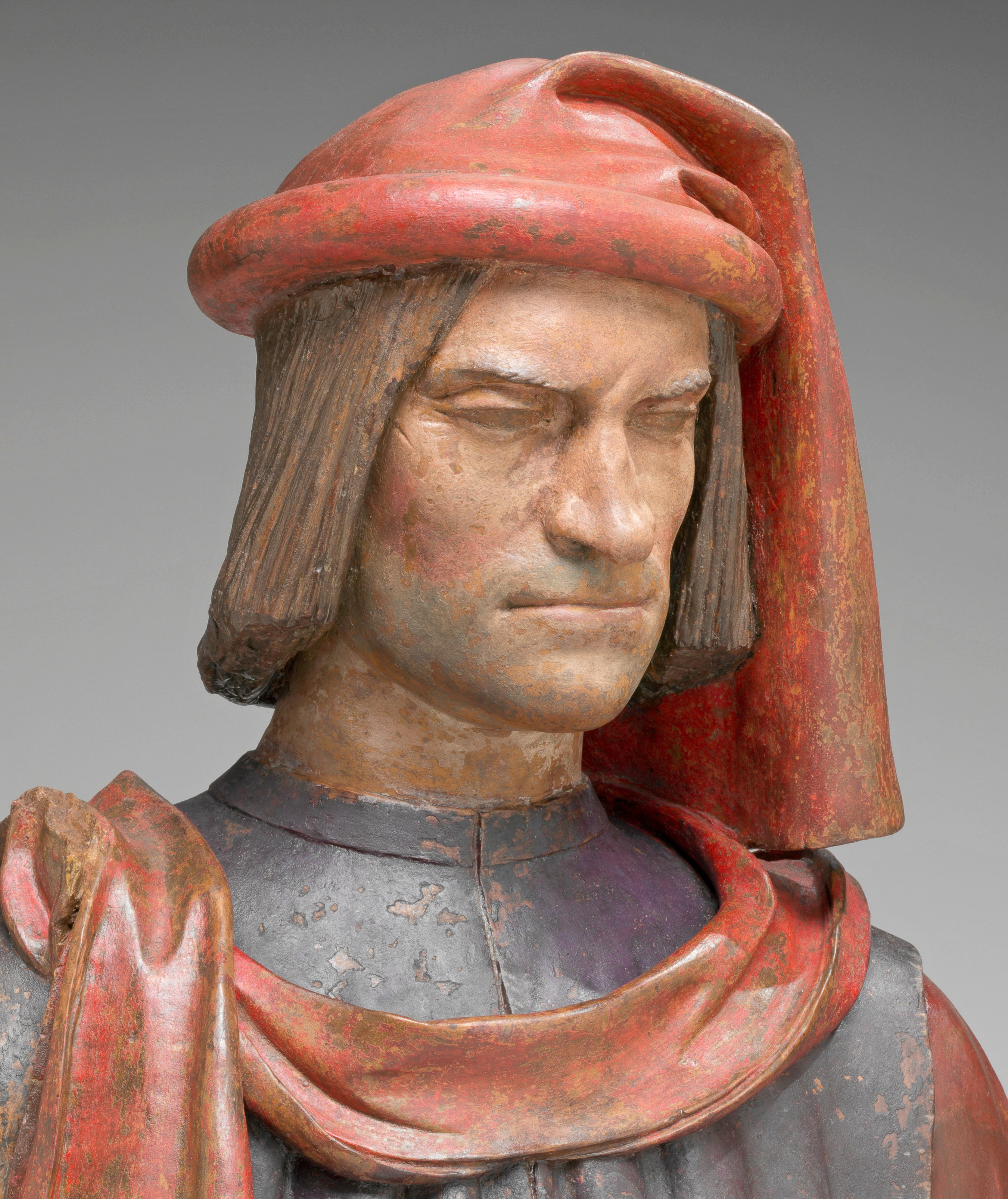
Lorenzo il Magnifico (1449–1492)

- Lorenzo Monaco, italienischer Maler der Frührenaissance
- Lorenzo Sartori, José (1932–2018), argentinischer Geistlicher und römisch-katholischer Bischof von Presidencia Roque Sáenz Peña
- Lorenzo Veneziano, venezianischer Maler der Gotik
- Lorenzo, Alfonso, argentinischer Fußballspieler
- Lorenzo, Anselmo (1841–1914), spanischer Anarchist und Gewerkschafter
- Lorenzo, Anxo (* 1974), spanischer Gaitaspieler
- Lorenzo, Bicci di († 1452), italienischer Maler
- Lorenzo, Chris (* 1988), britischer DJ und Musikproduzent
- Lorenzo, Elias (* 1960), US-amerikanischer römisch-katholischer Ordensgeistlicher und Weihbischof in Newark
- Lorenzo, Fernando (* 1960), uruguayischer Politiker
- Lorenzo, Fiorenzo di († 1522), italienischer Maler
- Lorenzo, Frank (* 1940), US-amerikanischer Manager
- Lorenzo, Giovanni (* 1980), dominikanischer Boxer
- Lorenzo, Giovanni di (* 1959), deutsch-italienischer JournalistGiovanni di Lorenzo (* 1959)

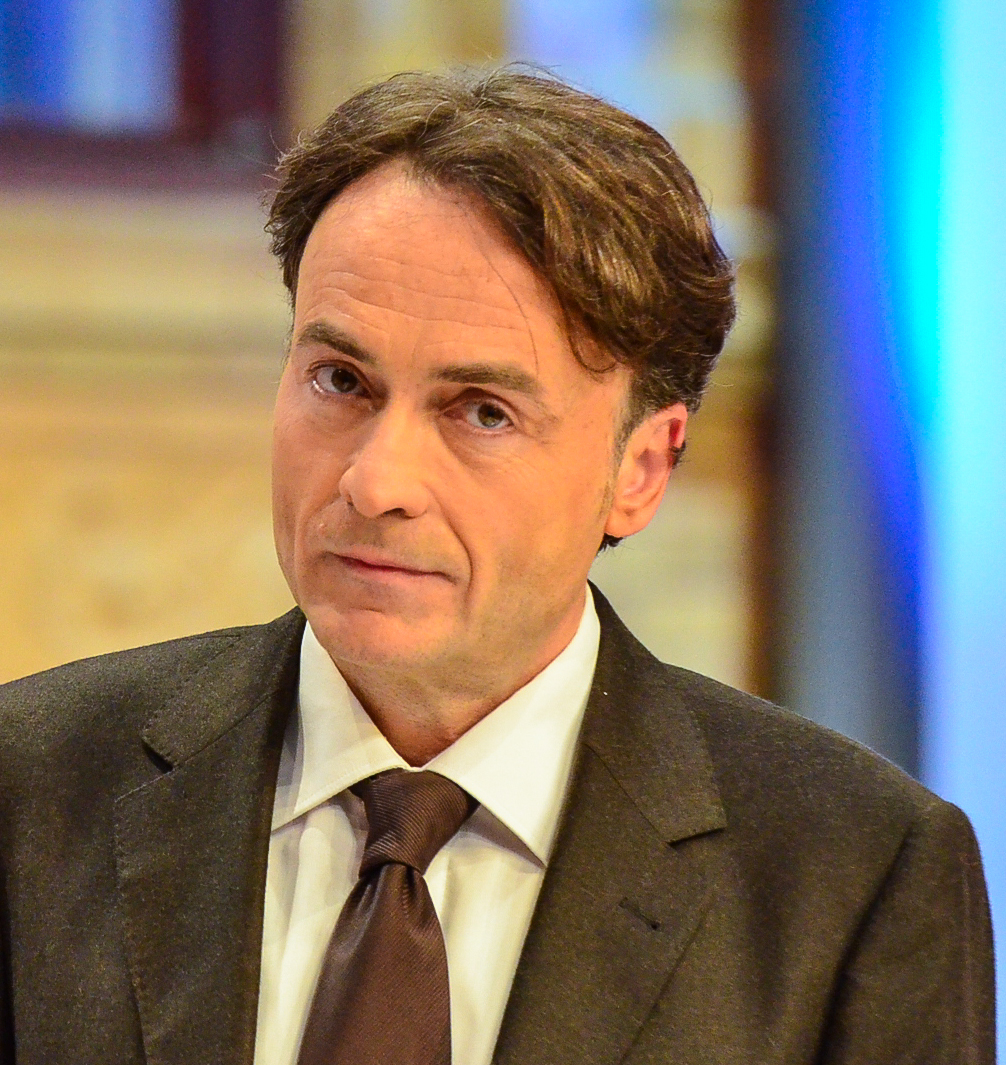
Giovanni di Lorenzo (* 1959)

- Lorenzo, Iván (* 1986), andorranischer Fußballspieler
- Lorenzo, Jorge (* 1987), spanischer Motorradrennfahrer
- Lorenzo, Juan Carlos (1922–2001), argentinischer Fußballspieler und -trainer
- Lorenzo, Lucian (* 1979), südafrikanischer Eishockeytorwart
- Lorenzo, Massimo De (* 1987), deutscher Kickboxer
- Lorenzo, Néstor (* 1966), argentinischer Fußballspieler
- Lorenzo, Nowend (* 2002), dominikanisch-spanischer Fußballspieler
- Lorenzo, Pomez di (* 1963), deutscher Produzent und Songwriter
- Lorenzo, Ruth (* 1982), spanische Sängerin und Komponistin
- Lorenzo, Sandra (* 1990), spanische Taekwondoin
- Lorenzon, Felipe (* 1993), brasilianischer Diskuswerfer
- Lorenzon, Livio (1923–1971), italienischer Schauspieler
- Lorenzón, Víctor Hugo (* 1977), argentinischer Fußballspieler
- Lorenzone, Riccardo (* 1976), italienischer Grasskiläufer
- Lorenzoni, Franz (1890–1948), österreichischer Politiker (CSP, VF, ÖVP), Landtagsabgeordneter
- Lorenzoni, Giuseppe (1843–1914), italienischer Astronom
- Lorenzoni, Nicolai (* 1992), deutscher Fußballspieler
- Lorenzoni, Pietro Antoni (1721–1782), italienischer Maler
- Lorenzotti, María (* 1996), uruguayische Tischtennisspielerin

###### Lorenzs
- Lorenzson, Juri Jewgenjewitsch (1930–2003), sowjetischer Ruderer

#### Lorep
- Lorepa Wangchug Tsöndru (1187–1250), Gründer der Unteren Drugpa-Tradition (smad 'brug) der Drugpa-Kagyü-Schule des tibetischen Buddhismus

#### Lorer
- Lorer, Daniel (* 1976), bulgarischer Politiker

#### Lores
- Lores, Ignacio (* 1991), uruguayischer Fußballspieler
- Lores, Julio (1908–1947), peruanischer Fußballspieler

#### Loret
- Loret, Alexis (* 1975), französischer Schauspieler
- Loret, Clément (1833–1909), belgischer Organist, Komponist und Musikpädagoge
- Loret, Jean (1918–1985), französischer Eisenbahnarbeiter, vermeintlicher Sohn Adolf Hitlers
- Loret, Victor (1859–1946), französischer Ägyptologe
- Loretan, Adrian (* 1959), Schweizer Theologe und Hochschullehrer
- Loretan, Erhard (1959–2011), Schweizer Höhenbergsteiger
- Lorétan, Eve-Claudine (1969–1998), Schweizer Model und transsexuelle Schweizerin
- Loretan, Hans (1920–2008), Schweizer Bildhauer
- Loretan, Willy (* 1934), Schweizer Politiker (FDP)
- Loreti, Robertino (* 1946), italienischer Sänger und SchauspielerRobertino Loreti (* 1946)

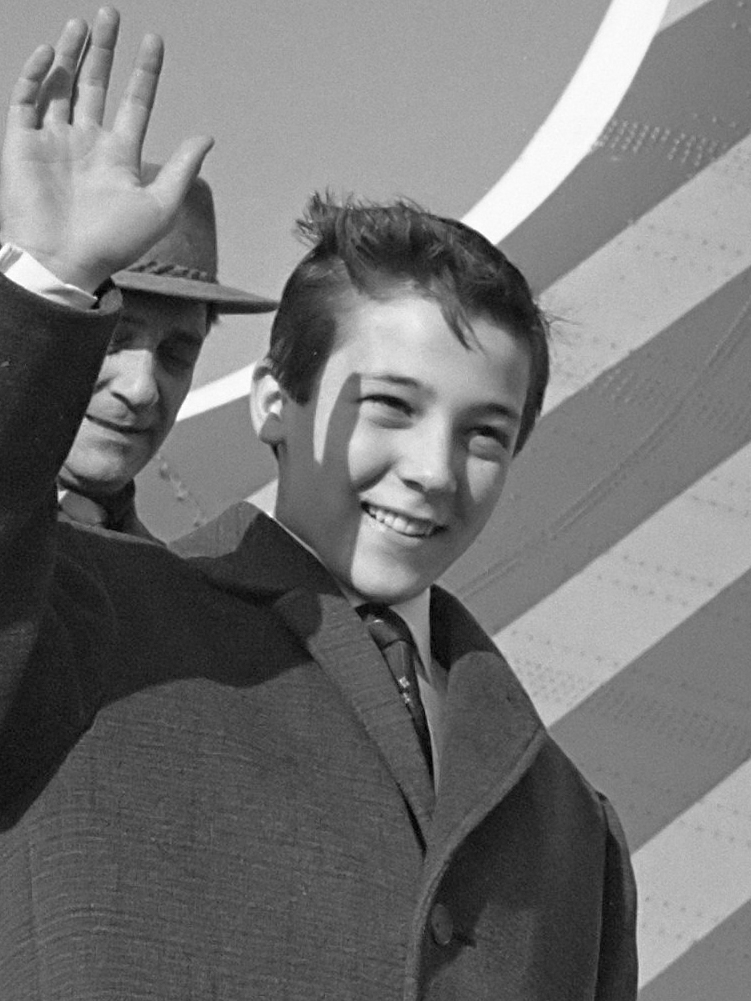
Robertino Loreti (* 1946)

- Lorette († 1271), Gräfin von Saarbrücken
- Lorette, Eugène (1829–1901), deutsch-französischer Notar, MdR
- Loretto, Alfred (1878–1945), deutscher Filmschauspieler
- Loretz, Felix (* 1975), Schweizer Leichtathlet
- Loretz, Giuseppe (1860–1944), italienischer Radrennfahrer
- Loretz, Hermann (1836–1917), deutscher Geologe und Paläontologe
- Loretz, Oswald (1928–2014), deutscher Theologe
- Loretz, Pascal (* 2003), Schweizer Fussballpieler

#### Lorey
- Lorey, Adolf (1813–1877), deutscher Lehrer und Politiker
- Lorey, Alexander (1880–1949), deutscher Röntgenologe und Hochschullehrer
- Lorey, Elmar M. (1941–2019), deutscher Autor und Fernsehjournalist
- Lorey, Hermann (1877–1954), deutscher Marineoffizier, zuletzt Konteradmiral
- Lorey, Isabell (* 1964), deutsche Politikwissenschaftlerin
- Lorey, Johann Balthasar Lorey (1799–1869), Arzt und Politiker Freie Stadt Frankfurt
- Lorey, Karl-Heinz (1908–2001), deutscher Architekt
- Lorey, Tuisko (1845–1901), deutscher Forstwissenschaftler und Hochschullehrer
- Lorey, Wilhelm (1873–1955), deutscher Mathematiker
- Loreye, Josef (1767–1844), Lyceumsdirektor in Rastatt

#### Lorez
- Lorez, Gudula (1944–1987), deutsche feministische Verlegerin
- Lorez, Johann Jakob (1697–1768), Schweizer reformierter Theologe, Geistlicher und Pädagoge

### Lorf
- Lorf, Peter (1932–2019), deutscher Journalist und ehemaliger Diplomat
- Lorfeo, Sigo (* 1953), italienischer Schauspieler

### Lorg
- Lorg (1956–2022), belgischer Comiczeichner
- Lorge, Moritz (1874–1948), deutscher Rabbiner und Lehrer
- Lorgeou, Georges (1883–1957), französischer Radrennfahrer
- Lorger, Gregor (* 1981), slowenischer Handballspieler
- Lorger, Stanko (1931–2014), jugoslawischer Leichtathlet
- Lorges, Gabriel de (1526–1574), französischer Adliger und Hauptmann der Schottischen GardeGabriel de Lorges (1526–1574)

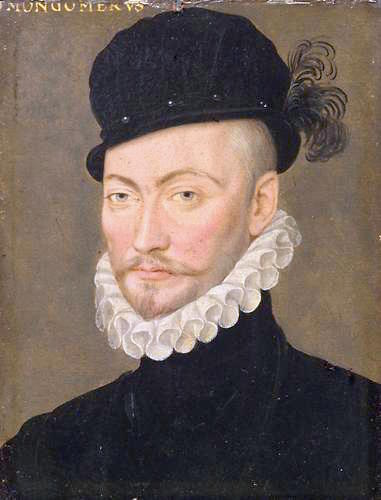
Gabriel de Lorges (1526–1574)

- Lorgna, Antonio Maria (1735–1796), italienischer Ingenieur, Offizier und Mathematiker
- Lorgne de Savigny, Marie Jules César le (1777–1851), französischer Zoologe
- Lorgus, Alwin (1852–1920), Garteninspektor und Vorsitzender der Deutschen Obstbau-Gesellschaft

### Lorh
- Lorhard, Jacob (1561–1609), deutscher Pädagoge und Philosoph

### Lori
- Lori, Chris (* 1962), kanadischer Bobfahrer
- Lori, Fabrizio (* 1946), italienischer Filmproduzent und -regisseur
- Lori, Gino (* 1956), italienischer Radrennfahrer
- Lori, Herbert (1934–2015), deutscher Basketballtrainer und -spieler
- Lori, Johann Georg von (1723–1787), bayerischer Beamter
- Lori, Michael (1728–1808), deutscher Benediktiner, Theologe und Hochschullehrer
- Lori, Pietro, italienischer Radrennfahrer
- Lori, William Edward (* 1951), US-amerikanischer Geistlicher, römisch-katholischer Erzbischof von Baltimore
- Loría Garita, Guillermo (* 1937), costa-ricanischer Geistlicher und emeritierter Bischof von San Isidro de El General
- Loria, A. J. (1947–2022), US-amerikanischer Jazz- und Bluesmusiker (Piano, Gitarre) und Songwriter
- Loria, Domenico (* 1981), italienischer Radrennfahrer
- Loria, Eugenio (* 1981), italienischer Radrennfahrer
- Loria, Gino (1862–1954), italienischer Mathematikhistoriker
- Loria, Giorgi (* 1986), georgischer Fußballspieler
- Loria, Lamberto (1855–1913), italienischer Ethnograph und Naturforscher
- Loria, Simone (* 1976), italienischer Fußballspieler
- Lorian, Alexandre (1921–1994), israelischer Romanist und Syntaktiker rumänischer Herkunft
- Loribo, Paloma (* 1976), äquatorialguineische Sängerin
- Loric, Samuel (* 2000), französischer Fußballspieler
- Lorich, Georg, deutscher Jurist, Diplomat und Verwaltungsbeamter
- Lorich, Gerhard (* 1485), deutscher katholischer Reformtheologe
- Lorich, Joseph († 1574), deutscher Hochschullehrer und Jurist
- Lorich, Reinhard, deutscher evangelischer Theologe, Philosoph und Gründungsprofessor der Universität Marburg
- Lorichius, Jodocus (1540–1612), deutscher Theologe
- Loridan, Marceline (1928–2018), französische Regisseurin, Schauspielerin und Drehbuchautorin
- Loridan, Walter (1909–1997), belgischer Diplomat
- Loriers, Nathalie (* 1966), belgische Jazzpianistin und -komponistin
- Lorig, Khatuna (* 1974), US-amerikanische Bogenschützin
- Lorig, Klaus (* 1952), deutscher Kommunalpolitiker (CDU)
- Lorig, Sven (* 1971), deutscher Fernsehmoderator und -journalist
- Loriga, Ray (* 1967), spanischer Schriftsteller und Filmregisseur
- Lorigiola, Fulvio (* 1959), italienischer Rugbyspieler
- Lorija, Dawid (* 1981), kasachischer Fußballspieler
- Lorimer, Bob (* 1953), kanadischer Eishockeyspieler
- Lorimer, David Lockhart Robertson (1876–1962), britischer Militär, Verwaltungsbeamter und Linguist
- Lorimer, George Horace (1867–1937), US-amerikanischer Journalist, Autor und Herausgeber
- Lorimer, Hew (1907–1993), schottischer Bildhauer
- Lorimer, Hilda (1873–1954), britische Klassische Archäologin
- Lorimer, James (1818–1890), englischer Jurist und Experte im Bereich des internationalen Rechts
- Lorimer, John (* 1962), britischer GeneralleutnantJohn Lorimer (* 1962)

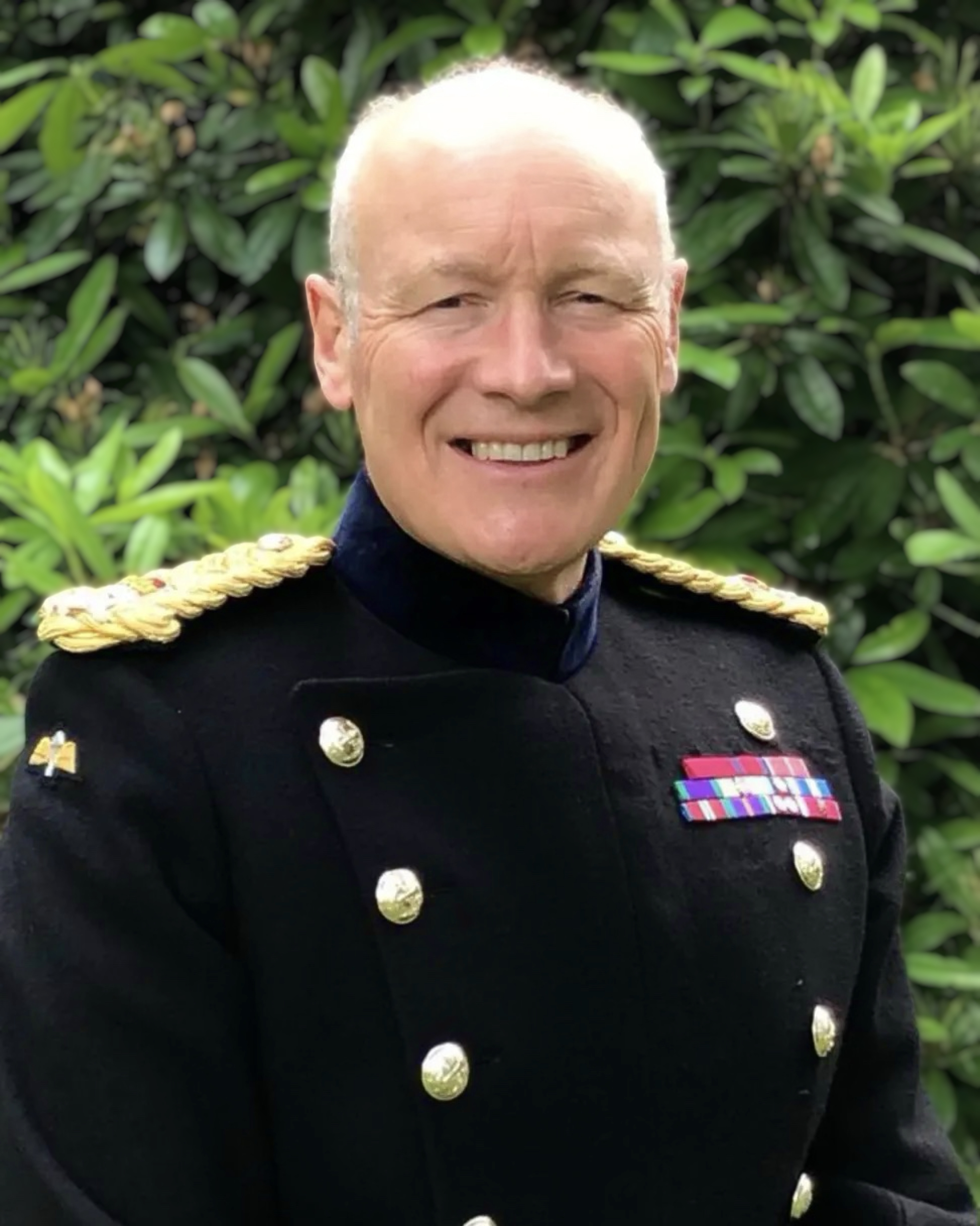
John Lorimer (* 1962)

- Lorimer, John Henry (1856–1936), schottischer Porträt- und Genremaler
- Lorimer, Michael (* 1946), US-amerikanischer Gitarrist und Musikpädagoge
- Lorimer, Norma (1864–1948), schottische Romanautorin und Reiseschriftstellerin
- Lorimer, Peter (1946–2021), schottischer Fußballspieler
- Lorimer, Robert (1864–1929), schottischer Architekt und Möbeldesigner
- Lorimer, William (1861–1934), US-amerikanischer Politiker englischer Herkunft
- Lorimore, Alec (* 1948), US-amerikanischer Filmproduzent und Drehbuchautor
- Lorin, Félix (1853–1932), französischer Historiker und Schriftsteller
- Lorin, Linda (* 1973), französische Journalistin, Fernsehmoderatorin und Radiomoderatorin
- Lorin, Pierre (1910–1970), französischer Eishockeyspieler
- Lorin, René (1877–1933), französischer Ingenieur und Erfinder
- Lörincz, Agnes (* 1959), ungarische Künstlerin
- Lőrincz, Barnabás (1951–2012), provinzialrömischer Archäologe, Epigraphiker
- Lőrincz, Ferenc (* 1932), ungarischer Eisschnellläufer
- Lőrincz, Levente (* 1986), rumänischer Eishockeyspieler
- Lőrincz, Márton (1911–1969), ungarischer Ringer
- Lőrincz, Tamás (* 1986), ungarischer Ringer
- Lőrincz, Tibor (* 1938), ungarischer Fußballspieler
- Lőrincz, Tímea (* 1992), rumänische Skilangläuferin
- Lőrincz, Viktor (* 1990), ungarischer Ringer
- Loring, Frances (1887–1968), kanadische Bildhauerin
- Loring, George B. (1817–1891), US-amerikanischer Politiker
- Loring, Gloria (* 1946), US-amerikanische Sängerin und Schauspielerin
- Löring, Jean (1934–2005), deutscher Mäzen
- Loring, John Alden (1871–1947), US-amerikanischer Mammaloge und Forschungsreisender
- Loring, Lisa (1958–2023), US-amerikanische SchauspielerinLisa Loring (1958–2023)

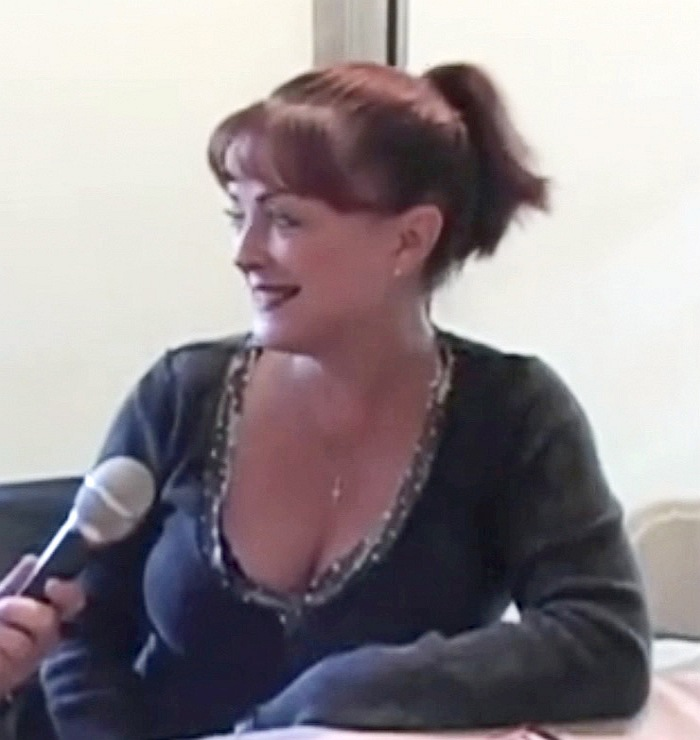
Lisa Loring (1958–2023)

- Loring, Lynn (1943–2023), US-amerikanische Kinderdarstellerin, Schauspielerin und Filmproduzentin
- Löring, Marco (* 1982), deutscher Fußballspieler
- Loring, Neil († 1386), englischer Ritter
- Loring, Teala (1922–2007), US-amerikanische Filmschauspielerin
- Lorini, Buonaiuto, italienischer Architekt und Ingenieur
- Lorini, Victoria (* 1969), deutsche Übersetzerin
- Lorinser, Carl Ignaz (1796–1853), böhmischer Arzt
- Lorinser, Friedrich Wilhelm (1817–1895), Mediziner, Orthopäde und Botaniker
- Lorinz, James (* 1964), US-amerikanischer Schauspieler, Filmregisseur und Drehbuchautor
- Loriod, Yvonne (1924–2010), französische Pianistin
- Loriol, Perceval de (1828–1908), Schweizer Paläontologe
- Loriot (1923–2011), deutscher Humorist, Zeichner, Autor, Schauspieler und RegisseurLoriot (1923–2011)

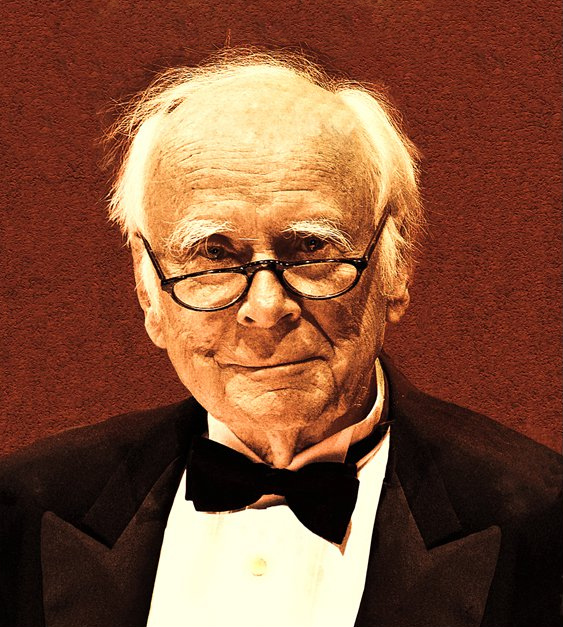
Loriot (1923–2011)

- Loriot, Constant, belgischer Turner
- Loriot, Fernand (1870–1932), französischer Pazifist und Politiker
- Loriot, Florian (* 1998), französischer Skirennläufer
- Loriot, Frantz (* 1980), französisch-japanischer Improvisationsmusiker (Bratsche)
- Loriot, Robert (1907–1980), französischer Romanist und Dialektologe
- Lorioux, Félix (1872–1964), französischer Maler und Illustrator
- Loris, Mathias (* 1951), deutscher Musiklehrer, Trompeter, Orchesterleiter und Komponist
- Loris, Nick (* 1968), Musiklehrer, Trompeter, Orchesterleiter, Komponist, Arrangeur und Sänger
- Loris, Peter (1876–1952), banatschwäbischer Kapellmeister und Komponist
- Loris, Sami (* 1978), Schweizer Schauspieler
- Loris-Melikow, Michail Tarielowitsch (1824–1888), russischer General und Innenminister
- Lorisch, Siegfried (1923–1992), deutscher Schauspieler bei Bühne und Fernsehen
- Lorisz, Annett (* 1968), deutsche Journalistin, Moderatorin und Redakteurin und Sprecherin
- Loritareng, Irene Cherop (* 1986), kenianische Marathonläuferin
- Loritz, Albert (1953–2018), deutscher Arrangeur und Komponist
- Loritz, Alfred (1902–1979), deutscher Politiker (Wirtschaftliche Aufbau-Vereinigung), MdL, MdB
- Loritz, Hans (1895–1946), deutscher SS-Führer, Lagerkommandant mehrerer KonzentrationslagerHans Loritz (1895–1946)

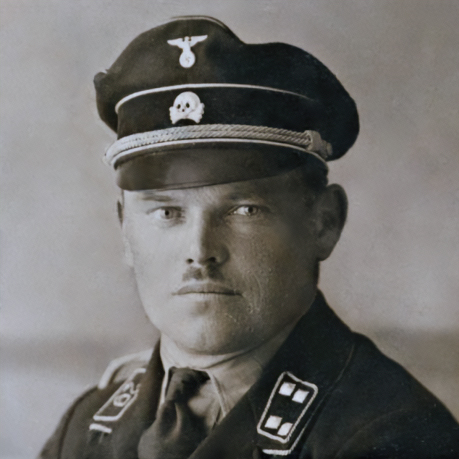
Hans Loritz (1895–1946)

- Loritz, Johann Baptist (1857–1932), deutscher Verwaltungsjurist, Bezirksamtmann, stellvertretender und Regierungspräsident von Oberbayern
- Loritz, Karl-Georg (* 1953), deutscher Jurist und Hochschullehrer
- Loritz, Urban (1807–1881), österreichischer Benediktiner und Seelsorger
- Lorius, Claude (1932–2023), französischer Glaziologe

### Lork
- Lorke, Christoph (* 1984), deutscher Historiker
- Lörke, Günter (* 1935), deutscher Radrennfahrer
- Lörke, Otto (1879–1957), deutscher Dressurreiter und -trainer
- Lorkiewicz, Zach, US-amerikanischer Filmeditor, Drehbuchautor, Filmregisseur, Filmproduzent und Filmschauspieler
- Lorković, Mladen (1909–1945), kroatischer PolitikerMladen Lorković (1909–1945)

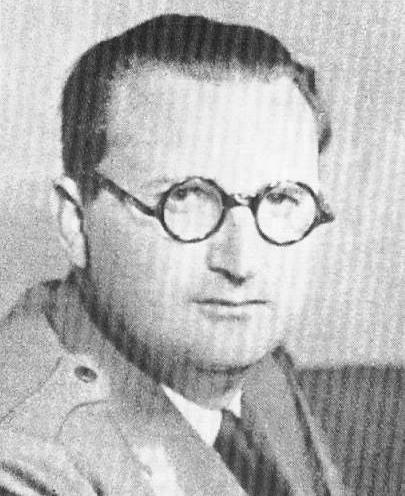
Mladen Lorković (1909–1945)

- Lorković, Zdravko (1900–1998), jugoslawischer Insektenkundler (Entomologe)
- Lorkowski, Michael (* 1955), deutscher Fußballtrainer
- Lorkowski, Peter (1942–2020), deutscher Politiker (AfD, Partei Rechtsstaatlicher Offensive, Zentrum), MdHB
- Lörks, Josef (1876–1943), deutscher apostolischer Vikar von Zentral-Neuguinea

### Lorl
- Lorleberg, Werner (1894–1945), Oberstleutnant im Dritten Reich

### Lorm
- Lorm, Hieronymus (1821–1902), österreichischer Schriftsteller und Erfinder eines Tastalphabets für Taubblinde
- Lorme, Anthonie de (1610–1673), holländischer Maler
- Lorme, Lola (1883–1964), österreichische Journalistin, Literaturwissenschaftlerin, Dramatikerin und Übersetzerin
- L’Orme, Philibert de († 1570), französischer Architekt der Renaissance

### Lorn
- Lorn (* 1986), amerikanischer Elektromusiker
- Lornay, Guillaume de († 1408), Bischof von Genf
- Lorne, James Stewart of, schottischer Adliger
- Lorne, Lanning, US-amerikanischer Computerspiel-Entwickler

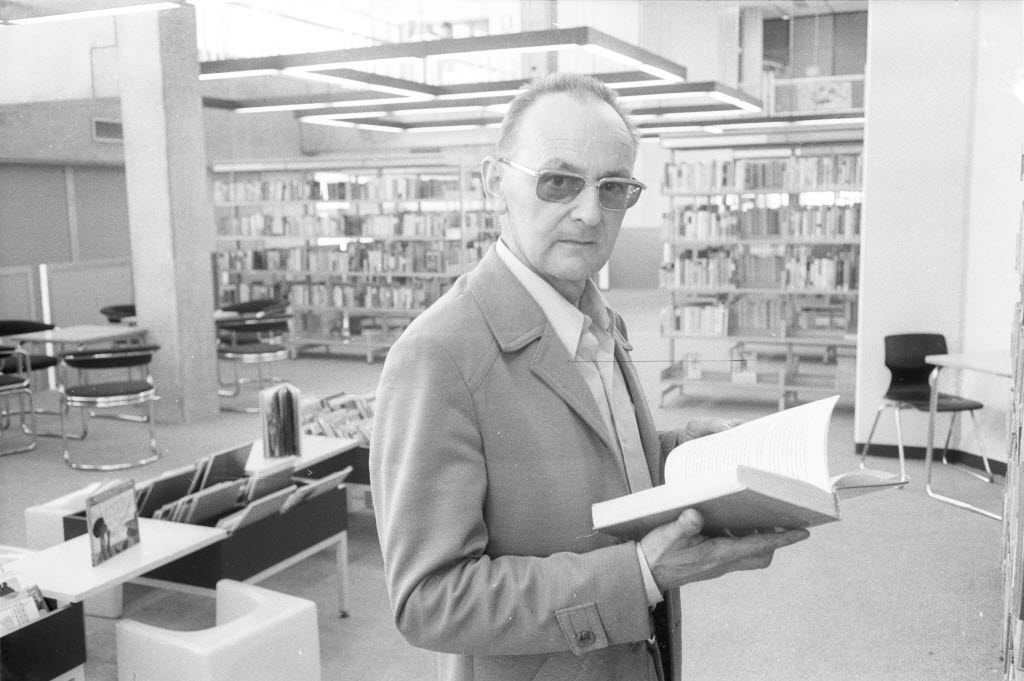
Boy Lornsen (1922–1995)

- Lorne, Mac P. (* 1957), deutscher Schriftsteller
- Lorne, Marion (1883–1968), US-amerikanische Schauspielerin
- Lörner, Georg (1899–1959), deutscher SS-Gruppenführer und Generalleutnant der Waffen-SS
- Lörner, Hans (1893–1983), deutscher SS-Führer und Verurteilter der Nürnberger Prozesse
- Lornsen, Boy (1922–1995), deutscher Bildhauer und SchriftstellerBoy Lornsen (1922–1995)
- Lornsen, Dirk (* 1957), deutscher Schriftsteller
- Lornsen, Uwe Jens (1793–1838), schleswig-holsteinischer Jurist, Beamter und Publizist

### Loro
- Loroño, Jesús (1926–1998), spanischer Radrennfahrer
- Lorot, Peter, Milizenführer im Südsudan
- Loroupe, Tegla (* 1973), kenianische Langstreckenläuferin

### Lorp
- Lorparizangeneh, Shahin (* 1999), iranischer Schachgroßmeister
- Lorphelin, Marine (* 1993), französisches Model

### Lorr
- Lorrah, Jean, US-amerikanische Science-Fiction- und Fantasy-Autorin
- Lorrain, Claude (1600–1682), französischer LandschaftsmalerClaude Lorrain (1600–1682)

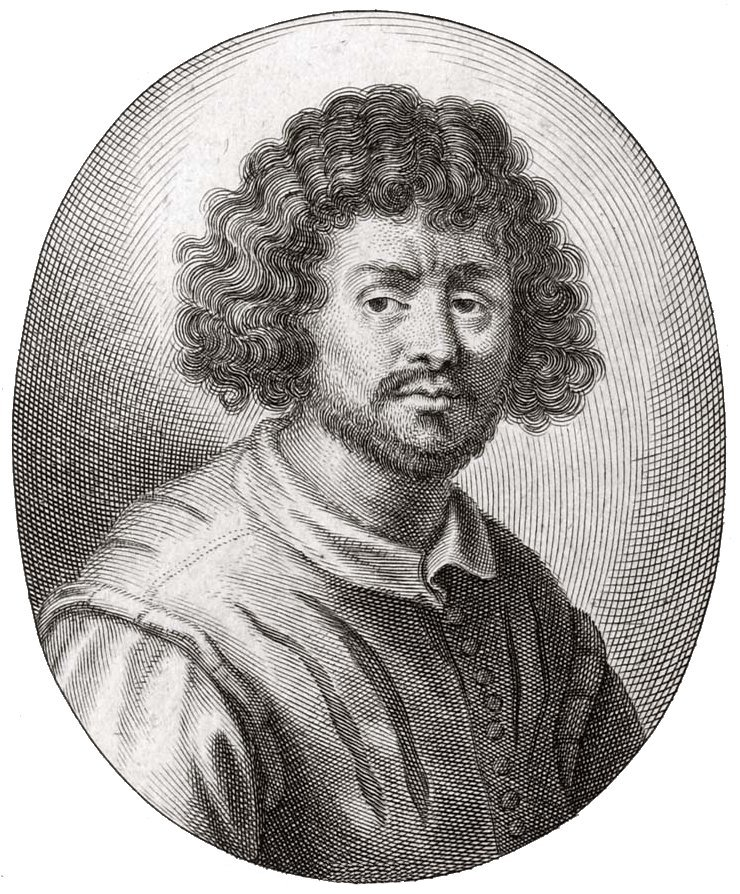
Claude Lorrain (1600–1682)

- Lorrain, Denis (* 1948), kanadisch-französischer Komponist und Musikpädagoge
- Lorrain, Jean (1855–1906), französischer Schriftsteller und Dichter des Symbolismus
- Lorrain, Pierre (1942–2004), kanadischer Politiker, Präsident der Nationalversammlung von Québec
- Lorrain, Samuel († 1721), französisch-deutscher Mediziner, Kurfürstlich Braunschweig-Lüneburgischer Leibarzt, Hofchirurg und Geburtshelfer am Hof von Hannover
- Lorraine de Vaudémont, Charles de (1561–1587), römisch-katholischer Kardinal
- Lorraine, Camille de (1666–1715), französischer Adliger und Militär aus dem Haus Guise
- Lorraine, Charles de (1684–1751), Großstallmeister von Frankreich
- Lorraine, Charles Louis de (1696–1755), französischer Adliger und Militär
- Lorraine, Claude de, duc d’Aumale (1526–1573), Markgraf von Mayenne und Herzog von Aumale
- Lorraine, Emmanuel Maurice de (1677–1763), neapolitanischer General, Pair von Frankreich
- Lorraine, François de, duc de Guise (1519–1563), französischer Feldherr und Staatsmann, Herzog von Guise
- Lorraine, François Marie de (1624–1694), französischer Militär
- Lorraine, Henri de comte d’Harcourt (1601–1666), Aristokrat und Militärbefehlshaber in Frankreich
- Lorraine, Henri II. de (1614–1664), Erzbischof von Reims, Großkammerherr von Frankreich, Herzog von Guise
- Lorraine, Jean de (1498–1550), Kardinal von Lothringen
- Lorraine, Louis Camille de (1725–1782), französischer Adliger, Gouverneur der Provence
- Lorraine, Louis Charles de (1725–1761), Großstallmeister von Frankreich
- Lorraine, Louis de (1641–1718), französischer Militär
- Lorraine, Louise (1904–1981), US-amerikanische Schauspielerin
- Lorraine, Nicolas de, duc de Mercœur (1524–1577), Herzog von Mercœur
- Lorraine, Philippe de (1643–1702), französischer Adliger und MilitärPhilippe de Lorraine (1643–1702)

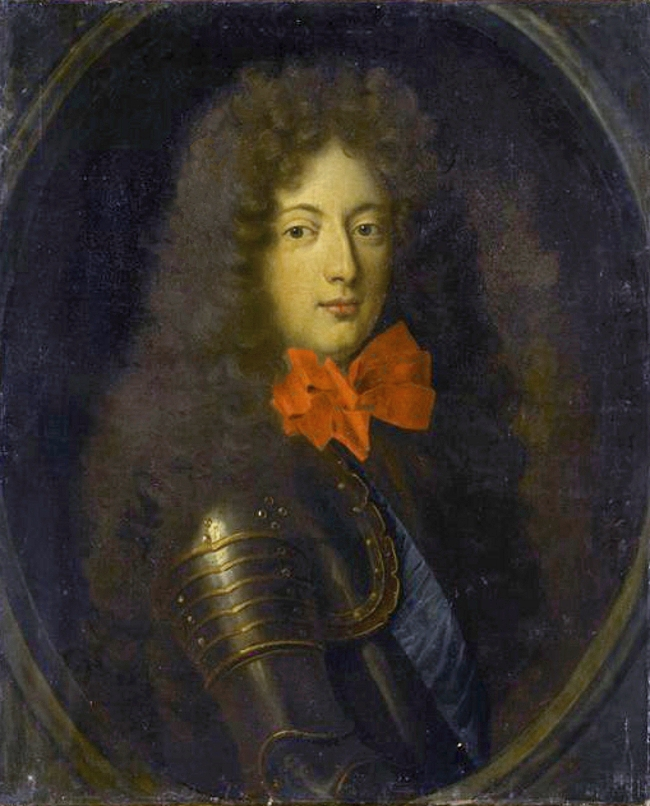
Philippe de Lorraine (1643–1702)

- Lorraine, Philippe-Emmanuel de (1558–1602), französischer Heerführer der Hugenottenkriege
- Lorraine-Guise, Charles de (1524–1574), französischer Kardinal und Diplomat unter den Königen Heinrich II. und besonders dessen Sohn Franz II.
- Lorraine-Guise, Louis I. de (1527–1578), Kardinal der römisch-katholischen Kirche
- Lorraine-Guise, Louis II. de (1555–1588), französischer Geistlicher, Kardinal und Erzbischof von Reims
- Lorraine-Guise, Louis III. de (1575–1621), Erzbischof von Reims, Kardinal der Römischen Kirche
- Lorraine-Guise, René de (1536–1566), französischer Adliger und Militär
- Lorraine-Lambesc, Karl Eugen von (1751–1825), Herzog von Elbeuf, kaiserlicher General der Kavallerie
- Lorraine-Mercœur, Françoise de (1592–1669), Herzogin von Mercœur und Penthièvre
- Lorraine-Vaudémont, Charles Henri de (1649–1723), französischer Adeliger und Heerführer
- Lorraine-Vaudémont, Charles Thomas de (1670–1704), Prinz von Vaudémont und Feldmarschall in der österreichischen kaiserlichen Armee
- Lorraine-Vaudémont, Éric de (1576–1623), römisch-katholischer Bischof
- Lorraine-Vaudémont, Henri de († 1505), Bischof von Metz und von Thérouanne
- Lorraine-Vaudémont, Louise de (1553–1601), Königin von Frankreich (1575–1589)
- Lorraway, Ken (1956–2007), australischer Drei- und Weitspringer
- Lorraway, Robyn (* 1961), australische Weitspringerin
- Lorre, Chuck (* 1952), US-amerikanischer FilmschaffenderChuck Lorre (* 1952)

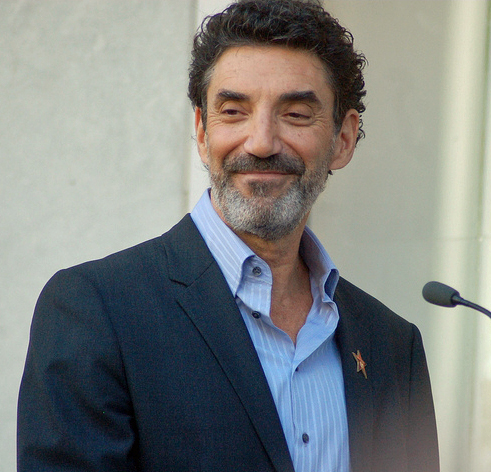
Chuck Lorre (* 1952)

- Lorre, Peter (1904–1964), österreichisch-US-amerikanischer Schauspieler
- Lorre, Peter B. (* 1984), deutscher Gitarrist, Sänger und Komponist
- Lorring, Joan (1926–2014), US-amerikanische Schauspielerin
- Lorring, Lotte (1893–1939), deutsche Schauspielerin und Sängerin
- Lorrio, Eduardo (* 1993), spanischer Wasserballspieler
- Lorry, Anne-Charles (1726–1783), französischer Arzt

### Lors
- L’Orsa, Jeremias (1757–1837), reformierter Pfarrer und Pädagoge
- L’Orsa, Theophil (1807–1853), Schweizer Unternehmer
- Lorsbach, Georg Wilhelm (1752–1816), deutscher Orientalist
- Lorsbach, Johann Heinrich (1620–1697), Bürgermeister von Siegen
- Lorsch, Christian Gottfried (1773–1830), Erster Bürgermeister der Stadt Nürnberg (1818–1821)
- Lörsch, Erwin (1914–1935), deutscher römisch-katholischer Märtyrer
- Lorsch, Jay (1932–2025), US-amerikanischer Wirtschaftswissenschaftler
- Lörsch, Martin (* 1951), deutscher römisch-katholischer Theologe
- Lorsch, Sandro von (1919–1992), deutscher Maler des späten Expressionismus
- Lorsché, Josée (* 1961), luxemburgische Politikerin (déi gréng)
- Lorscheider, Aloísio (1924–2007), brasilianischer Franziskaner, Theologe, Erzbischof von Aparecida und Kardinal
- Lorscheider, Harald (1939–2005), deutscher Komponist
- Lorscheider, Leonhard (1902–1978), preußischer Landrat und Ministerialbeamter
- Lorscheiter, José Ivo (1927–2007), brasilianischer Geistlicher und römisch-katholischer Bischof von Santa Maria
- Lörscher, Helmut (* 1957), deutscher Pianist, Komponist, Jazzmusiker und Improvisationskünstler
- Lörscher, Wolfgang (* 1952), deutscher Sprachwissenschaftler
- Lorsheyd, Barbara (* 1991), niederländische Fußballspielerin
- Lorson, Peter (1897–1954), deutsch-französischer Ordensgeistlicher, katholischer Theologe und Schriftsteller

### Lort
- Lort Phillips, Ethelbert Edward (1857–1943), walisischer Geschäftsmann, Hobby-Naturforscher und Lachsfischer
- Lortac, Robert (1884–1973), französischer Karikaturist und Trickfilmer
- Lortet, Louis (1836–1909), französischer Mediziner, Ägyptologe und Naturforscher
- Lorth, Gerhard (* 1944), deutscher Politiker (CDU), MdL
- Lorth, Johann (1891–1966), deutscher Unternehmer und Politiker (CDU), MdL
- Lortie, Denis (* 1959), kanadischer Amokläufer
- Lortie, Louis (* 1959), französisch-kanadischer Pianist
- Lortie, Paul (* 1944), kanadischer Geistlicher und römisch-katholischer Bischof von Mont-Laurier
- Lortkipanidse, Dawit (* 1963), georgischer Paläoanthropologe
- Lortkipanidse, Gotscha (* 1964), georgischer Jurist und Richter am Internationalen Strafgerichtshof
- Lortkipanidse, Niko (1880–1944), georgischer Schriftsteller
- Lortkipanidse, Otar (1930–2002), georgischer Archäologe
- Lortkipanidse, Russudan (* 1947), sowjetisch-georgische Architektin, Hochschullehrerin und Diplomatin
- Lortkipanidse, Wascha (* 1949), georgischer Politiker und Premierminister
- Lorton-Radburn, Justine (* 1974), britische Fußballspielerin
- Lörtscher, Ernest (1913–1994), Schweizer Fussballspieler
- Lörtscher, Hans (1908–1990), schweizerischer Tierzuchtprofessor an der ETH Zürich und Pionier der Populationsgenetik und künstlichen Besamung in der Rinderzucht der Schweiz
- Lörtscher, Patrik (* 1960), Schweizer Curler
- Lortz, Dietrich (1935–2013), deutscher Physiker
- Lortz, Frank (* 1953), deutscher Politiker (CDU), MdL
- Lortz, Helmut (1920–2007), deutscher Grafiker
- Lortz, Joseph (1887–1975), luxemburgisch-deutscher Kirchenhistoriker
- Lortz, Roland (1937–2007), deutscher Gewichtheber
- Lortzing, Albert (1801–1851), deutscher Komponist, Librettist, Schauspieler, Sänger und DirigentAlbert Lortzing (1801–1851)

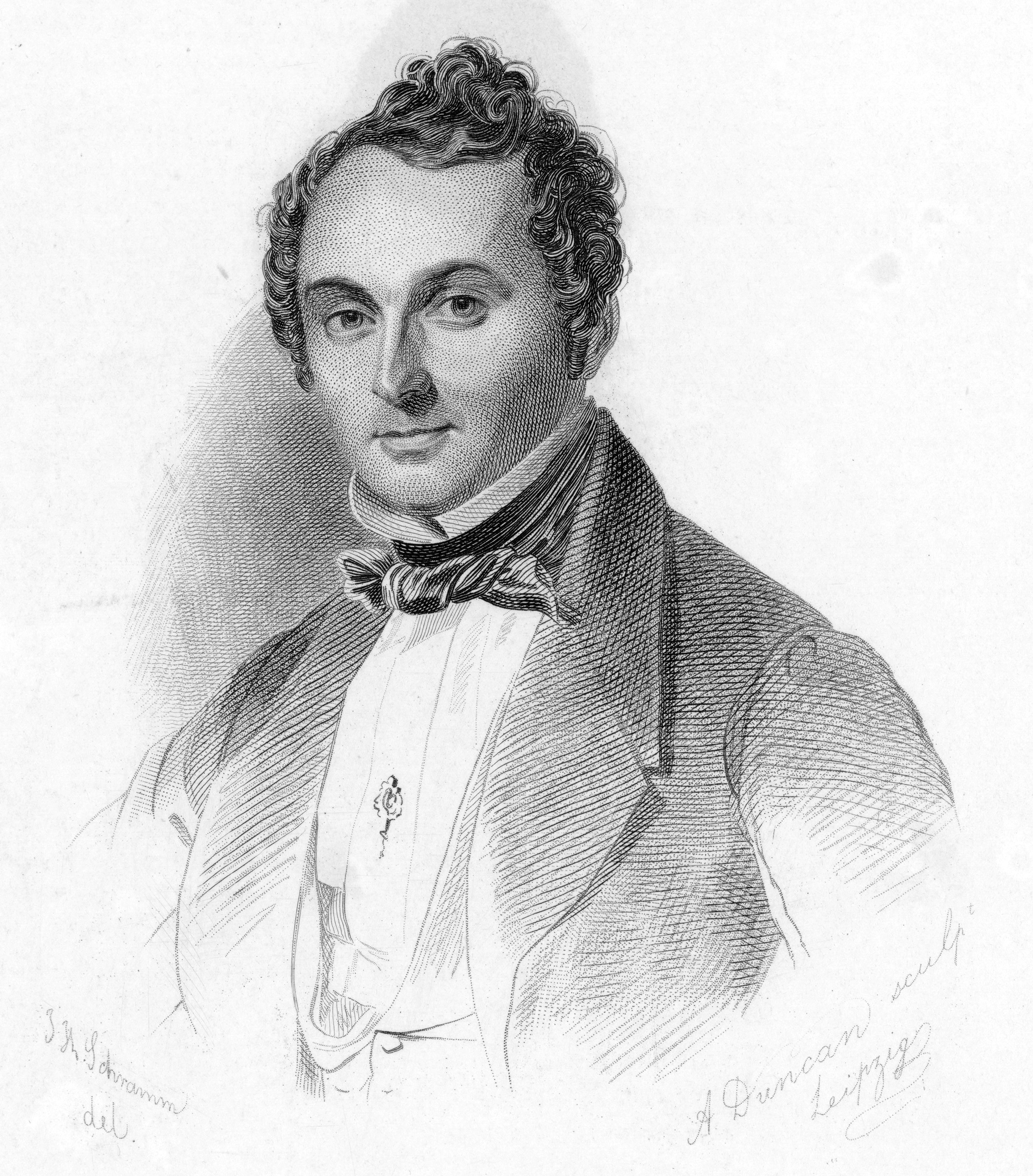
Albert Lortzing (1801–1851)

- Lortzing, Max (1839–1895), deutscher Schriftsteller

### Loru
- Lorusso, Lorenzo (* 1967), italienischer Ordensgeistlicher

### Lorw
- Lorwin, Lewis L. (1883–1970), US-amerikanischer Ökonom und Sozialwissenschaftler

### Lory
- Lory, Carl Ludwig (1838–1909), Schweizer Unternehmer und Stifter
- Lory, Charles (1823–1889), französischer Geologe
- Lory, Gabriel der Ältere (1763–1840), Schweizer Landschaftsmaler und Radierer
- Lory, Gabriel der Jüngere (1784–1846), Schweizer Landschaftsmaler und Radierer
- Lory, Milo B. (1903–1974), US-amerikanischer Tontechniker und Oscarpreisträger
- Lory, Robert (* 1936), amerikanischer Horror-, Science-Fiction- und Fantasy-Autor
- Lorys, Diana (* 1940), spanische Schauspielerin

### Lorz
- Lorz, Andrea (* 1947), deutsche Historikerin
- Lorz, Florian (1900–1961), deutscher Agrarjournalist, Agrarpolitiker (NSDAP) und Verbandsfunktionär
- Lorz, Frederick (1884–1914), US-amerikanischer Marathonläufer
- Lorz, Ralph Alexander (* 1965), deutscher Rechtswissenschaftler und hessischer Politiker (CDU)Ralph Alexander Lorz (* 1965)

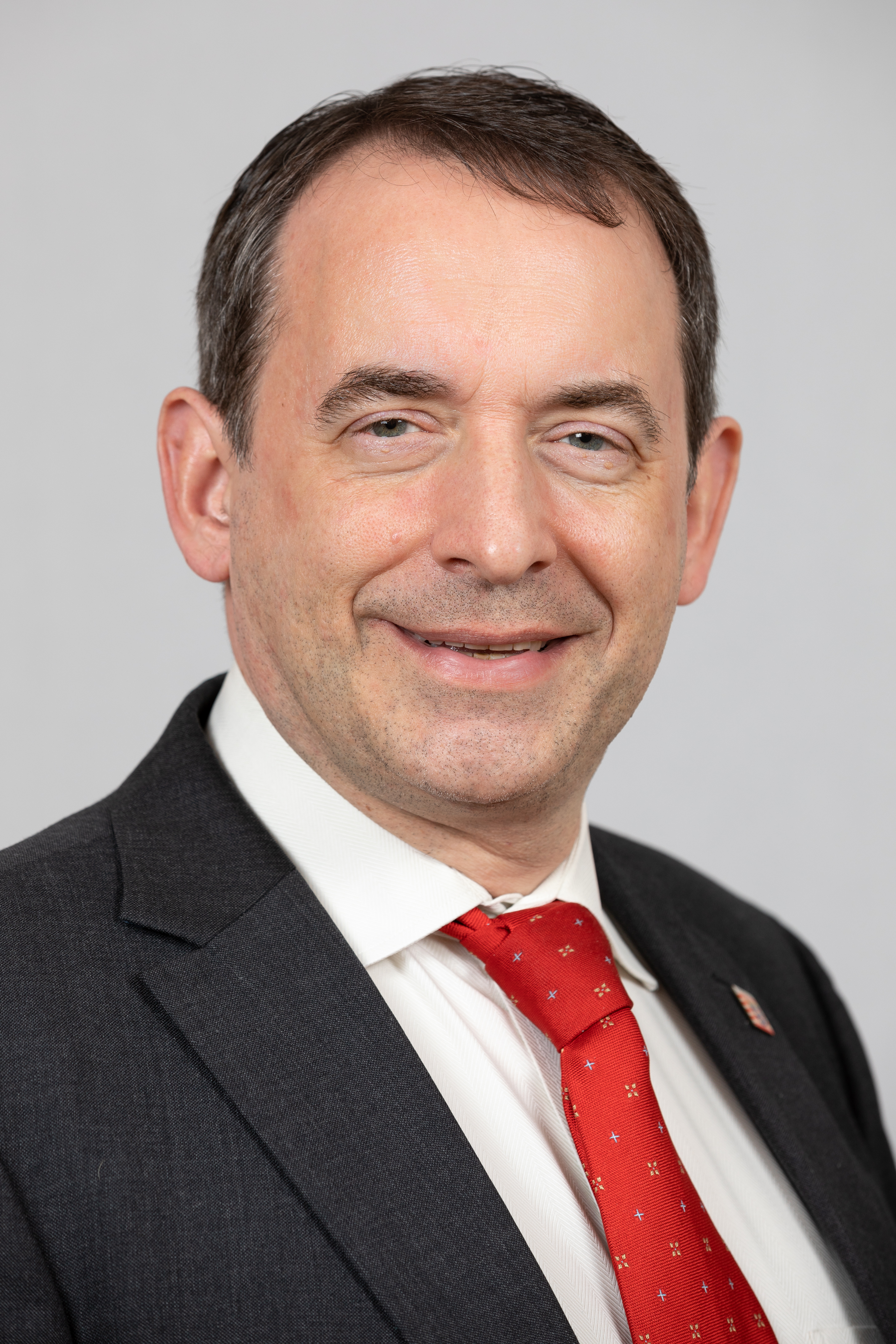
Ralph Alexander Lorz (* 1965)

- Lorz, Sigrid (* 1978), deutsche Rechtswissenschaftlerin